# Orson Welles
Pour les articles homonymes, voir Welles.

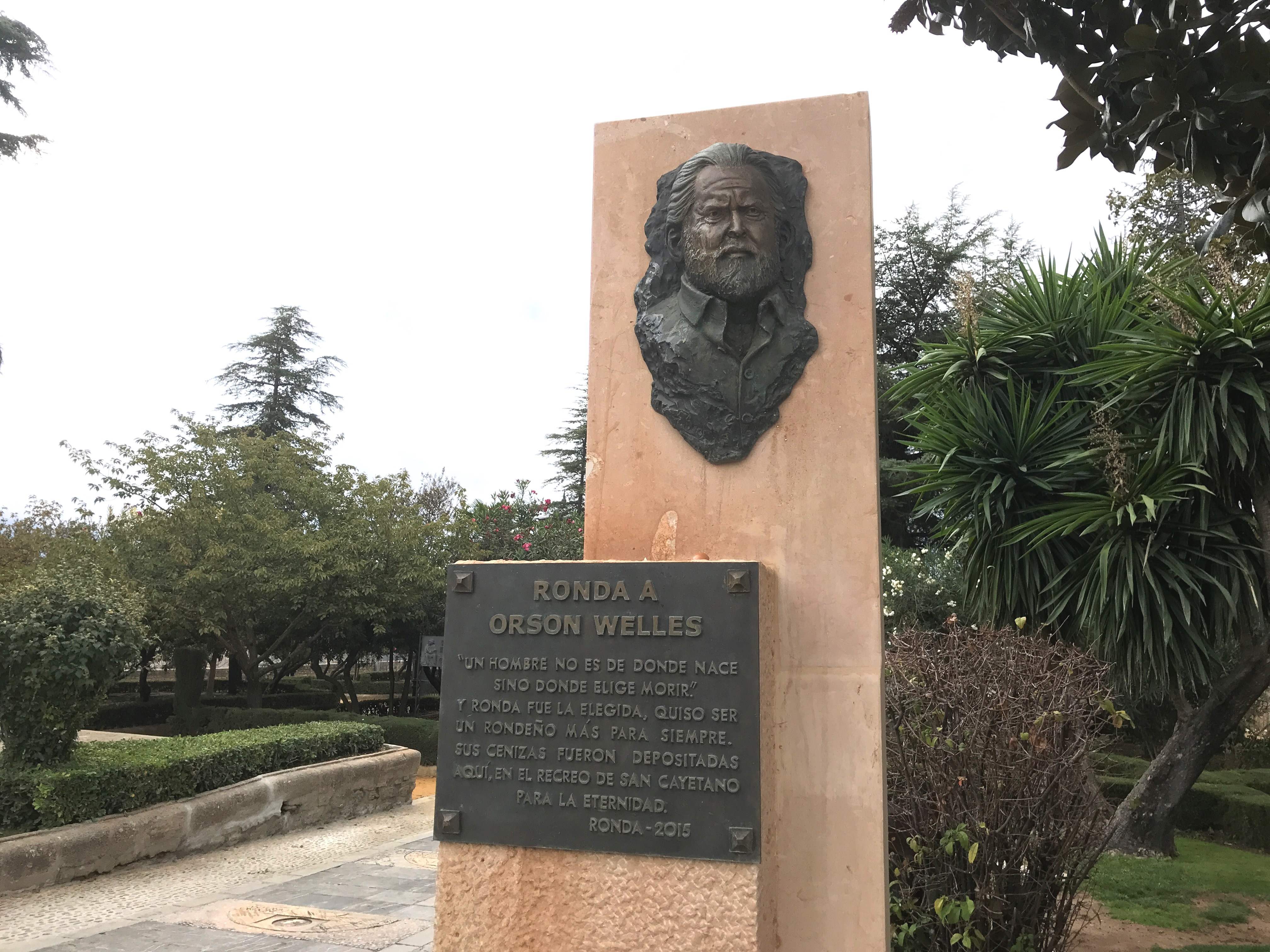
Stèle commémorative en l'honneur d'Orson Welles (Ronda, Espagne).

George Orson Welles [ d͡ʒɔɹd͡ʒ ˈɔɹsən wɛlz], simplement appelé Orson Welles, parfois crédité sous les noms de O. W. Jeeves ou G. O. Spelvin (né le 6 mai 1915 à Kenosha, dans le Wisconsin) et mort le 10 octobre 1985 à Hollywood, en Californie) est un artiste américain, à la fois acteur, réalisateur, producteur et scénariste, mais également metteur en scène de théâtre, dessinateur, écrivain et illusionniste.
D'abord révélé à lui-même par le théâtre de Shakespeare, puis rendu célèbre par une émission de radio (La Guerre des mondes), Orson Welles devient une figure incontournable du cinéma avec son premier long métrage, Citizen Kane (1941), que l'ensemble des critiques considère comme l’un des films les plus importants du XXe siècle,.
Par la suite, son style cinématographique, mais aussi son jeu d'acteur, exercent une grande influence sur le cinéma des années 1950-1970, en particulier sur Stanley Kubrick. Artiste précoce et polymorphe, farouchement épris de son indépendance, amateur de cigares, de tauromachie et d'illusionnisme, Welles ne cesse tout au long de sa carrière de revenir au théâtre et à la littérature, aux grands textes classiques (Othello, Don Quichotte) comme aux contemporains (Le Procès). Se défiant du système de production et entretenant sa propre légende d'effets à la fois spectaculaires et énigmatiques, il laisse de nombreux films inachevés.
Dans le numéro 500 des Cahiers du cinéma  — publié en mars 1996 — dont il avait été invité à être le rédacteur en chef exceptionnel et sur la couverture duquel il figure, Martin Scorsese rend hommage à l'auteur de Citizen Kane en déclarant à propos de l'œuvre d'Orson Welles : « Regardez les films d'Orson Welles, parce qu'il définit à lui seul le cinéma. »

## Biographie

### Jeunesse
Son père, Richard Heard Welles, est un industriel dilettante et un grand voyageur ; sa mère, Béatrice Welles née Ives, est pianiste. Le fils les décrit ainsi : « Mon père était un bon vivant de l'époque édouardienne qui aimait se dire inventeur. Il était généreux et tolérant, adoré de tous ses amis. Je lui dois une enfance privilégiée et l'amour des voyages. Ma mère était une femme d'une beauté mémorable, elle s'occupait de politique, était championne de tir au fusil, ainsi que pianiste de concert très douée. Je tiens d'elle l'amour de la musique et de l'éloquence sans lesquels aucun être humain n'est complet. »
Le jeune Orson grandit dans une ambiance raffinée et cultivée avec une touche d'excentricité. Les témoignages sur sa précocité abondent : il sait lire à deux ans, apprend à jouer du piano à trois ans et met en scène des pièces de Shakespeare à sept ans. La légende, difficile à démêler de la réalité, veut en effet qu'il ait été un enfant prodige et qu'il ait joué Le Roi Lear tout seul à l'âge de sept ans et accompli d'autres exploits avant cela. Ces « exploits » sont désormais connus : il fait à trois ans une apparition dans Samson et Dalila à l'Opéra de Chicago, puis plus tard dans Madame Butterfly.
En 1919, ses parents se séparent et Orson suit sa mère à Chicago. À dix ans, il interprète Pierre Lapin dans les locaux du centre commercial Marshall Field's à Chicago. Par la suite, le journal local lui consacre un article titré : « Dessinateur, acteur, poète ; il n'a que dix ans ». Ses aptitudes et sa passion pour le monde du spectacle ne s'arrêtent pas là : il se veut également décorateur, metteur en scène et surtout comédien, et ce qu'il préfère avant tout sont le transformisme et les postiches.
À dix ans, il entre comme interne dans une école située à Madison (Wisconsin), où il monte une adaptation théâtrale de Docteur Jekyll et Mister Hyde. Il rencontre le magicien Harry Houdini qui l'initie à l'illusionnisme,. Le 15 septembre 1926, il intègre la Todd School for Boys (en), un établissement ouvert aux pratiques artistiques situé à Woodstock (Illinois) et dirigé par Roger Hill (à qui Welles rendra hommage par la suite, au mentor et à l'ami pour la vie). En effet, durant ses quatre années passées à la Todd School (en), il approfondit son goût pour la tragédie et la poésie classique, mais aussi pour l’illusionnisme. Il obtient son diplôme en 1931. Très attaché à cette école, il y retourne durant l'été 1934 pour y monter un festival de théâtre qui donne lieu à son premier ouvrage (premier d'une série de 3 livres écrits en collaboration avec Roger Hill, et publiés en 1934) : Everybody's Shakespeare.
Deux événements personnels viennent ternir l'enfance et l'adolescence d'Orson : il perd sa mère, âgée seulement de quarante ans, le 10 mai 1924, perte suivie six ans plus tard par la mort de son père. Orphelin à quinze ans, il est pris en charge par le pédiatre Maurice Bernstein (qu'Everett Sloane incarne plus tard dans un rôle transposé pour Citizen Kane), un ami de longue date de ses parents qui va continuer à parfaire son éducation : il a discerné en Orson, dès son plus jeune âge, un goût hors du commun pour le théâtre et l'illusion, lui offrant même une lanterne magique et un théâtre de marionnettes.
En 1930, encore étudiant à la Todd School, Orson gagne le prix de la meilleure mise en scène estudiantine avec son Jules César, prix décerné par l'Association dramatique de Chicago. Bernstein lui propose de l'inscrire à Harvard puis le présente à Boris Anisfeld de l'Art Institute of Chicago qui se montre impressionné par ses dessins, et Welles demande un congé sabbatique pour faire un « tour d'Europe ».

#### Gate Theatre(1930–1933)

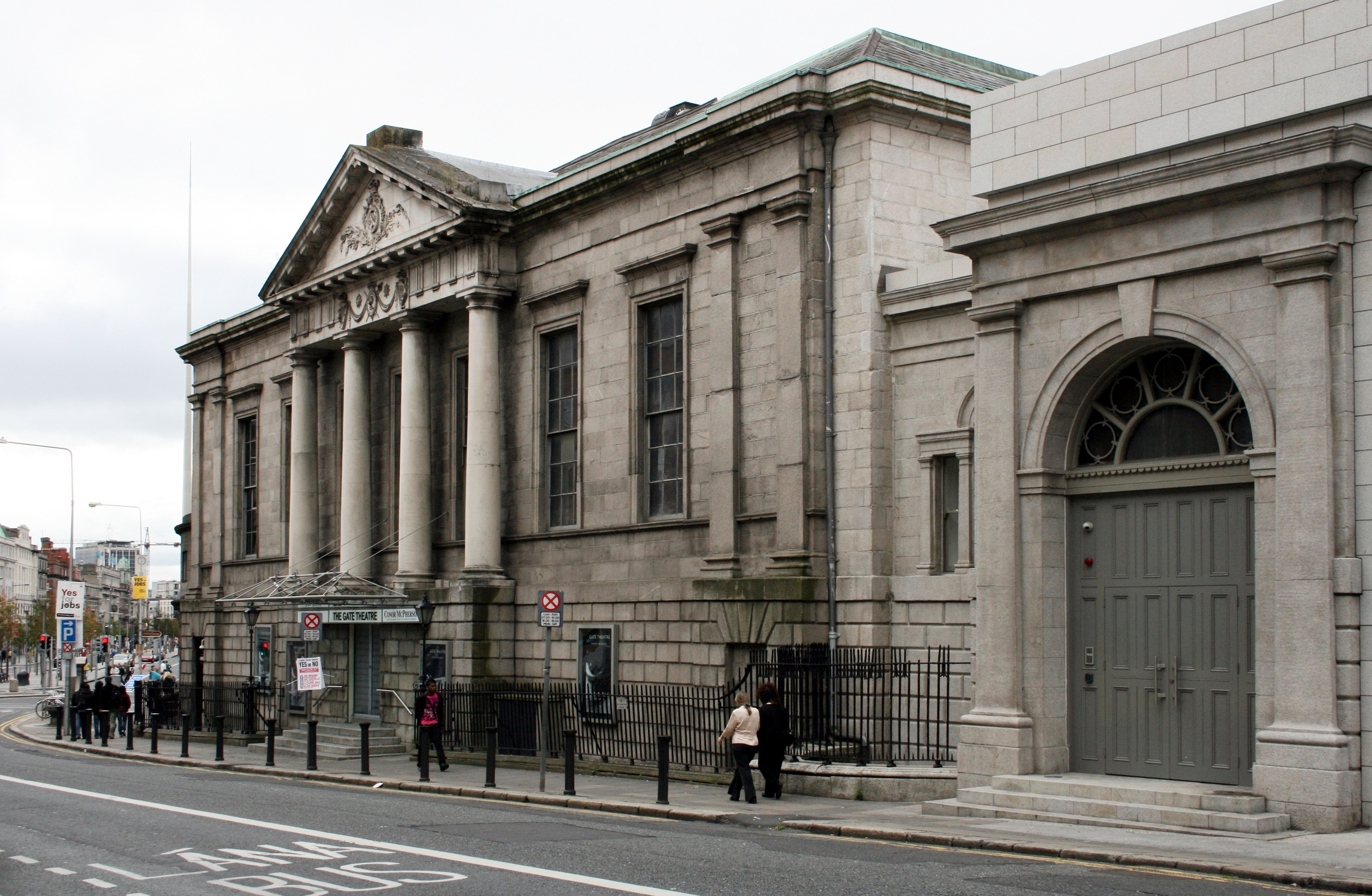
La façade du en : un lieu des plus prestigieux qui fascina Welles.

Il choisit de partir durant l'été 1930 pour l'Irlande, afin d'étancher sa soif de peinture — de fait, Welles a dessiné toute sa vie. Il parcourt le pays avec une roulotte tractée par une mule, fait un crochet par les îles d'Aran, se rend à Dublin et de là, à Paris. Âgé de seize ans et sans un sou, il revient à Dublin et se présente comme « vedette de théâtre new-yorkaise » à Hilton Edwards (en) et Micheál Mac Liammóir, directeurs du Gate Theatre : Orson se montre très convaincant, car il s'est habilement grimé, et sa voix chaude et grave le fait passer pour plus âgé qu'il n'est. Grâce à cette mystification, il est enrôlé et demeure à Dublin, où il approfondit son expérience de la scène :
« Je commençais en jouant les premiers rôles en vedette. Les petits rôles vinrent plus tard. » Le Gate, où débute également James Mason, révèle Welles à son « démon du théâtre ». Il interprète le rôle du duc Charles‑Alexandre dans une adaptation du Juif Süss, mais surtout les rôles titres dans Hamlet, Richard III, King John, Timon d'Athènes, soit une vingtaine de pièces, rencontrant pour la première fois un vrai public. Par intermittence, il est également régisseur son et lumières pour l'Abbey Theatre, le concurrent plus conservateur du Gate.

#### Aficionado
Ambitieux, Welles décide de partir à la conquête des théâtres londoniens, mais son permis de travail lui est refusé et il retourne à Dublin. Entre deux saisons théâtrales, il effectue un séjour à Séville et se fait passer pour un auteur de romans policiers. Il a déclaré à ce propos : « J'habitais dans le quartier de Triana. J'écrivais des romans policiers, ce qui me prenait deux jours par semaine et me rapportait trois cents dollars. Avec cet argent, j'étais un grand seigneur à Séville ». C'est également durant cette période qu'il se prend de passion pour la corrida. Après avoir découvert l'Andalousie à dix-sept ans, il pratique la tauromachie en tant qu'Aficionado practico, puis la corrida en tant que novillero. Ce sera une de ses passions sa vie durant (voir plus loin).
En 1932, il réalise un premier exercice cinématographique, un essai de dix minutes, mettant en images le Docteur Jekyll et Mister Hyde, mais d'après Joseph McBride, « il ne s'agit que d'un travail amateur et chaotique, dans lequel Welles et quelques amis dublinois s'amusent ». En 1934, il décide de retourner aux États-Unis.

### New York (1934–1938)
En 1934, après cette immersion dans le théâtre, il retourne aux États-Unis, non sans amertume et quelque peu désœuvré. Le jeune homme possède alors une solide culture littéraire, ainsi qu'une bonne maîtrise des techniques de mise en scène. Pourtant les années 1933-1934 apportent nombre de changements, d'abord par la scène puis par son mariage.

#### Off-Broadway
Alors qu'il peine à trouver des rôles à sa mesure, que ses propres pièces comme The Marching Song sont refusées et que les États-Unis s'enfoncent dans la crise, Welles produit, toujours grâce à Roger Hill, une série d'ouvrages éducatifs illustrés intitulée Shakespeare pour tous, qui lui permet de visiter l'Afrique du Nord et de là, de ramener des centaines de dessins. Entretemps, il rencontre Thornton Wilder qui lui ouvre les portes de spectacles produits off-Broadway : c'est ainsi qu'il commence à jouer dans la troupe de Katharine Cornell, et c'est durant son interprétation dans Roméo et Juliette qu'il est remarqué par John Houseman.
La chance lui sourit également quand Roger Hill, directeur de la Todd School, le contacte pour lui demander d'organiser un festival théâtral (Summer Festival of Drama) durant l'été. Il réussit à inviter Mac Liammóir et Edwards, les directeurs du Gate. Au cours des répétitions, il rencontre une jeune actrice en devenir, Virginia Nicholson (1916-1996), qu'il épouse quatre mois plus tard — en mars 1938, le couple a une fille prénommée Chris, mais divorce en 1939. Virginia se remarie avec le scénariste Charles Lederer l'année suivante.

#### The Hearts of Age
Dans l’intervalle, Welles tourne son premier film, The Hearts of Age, un court métrage muet d'une durée de huit minutes et par lequel, selon ses termes, il « raille l'univers poétique et fantasmagorique de Jean Cocteau ». Welles y interprète le rôle d'un homme en chapeau et grimé, tentant de descendre d'un bateau puis jouant du piano, tandis qu'une femme âgée le menace. Le montage « vigoureux et débridé », les angles et la lumière, révèlent un style très marqué par le cinéma expressionniste et l'esprit surréaliste. Virginia y campe la vieille dame et l'agent de police, son camarade de théâtre William Vance interprète un indien, le tout ponctué de plans de cloches d'église et de croix. Une séquence montre la main de Welles en train de dessiner. Restauré et conservé à la Bibliothèque du Congrès, ce premier opus ne détourne pas vraiment Welles de sa passion pour le théâtre.

#### Federal Theatre Project

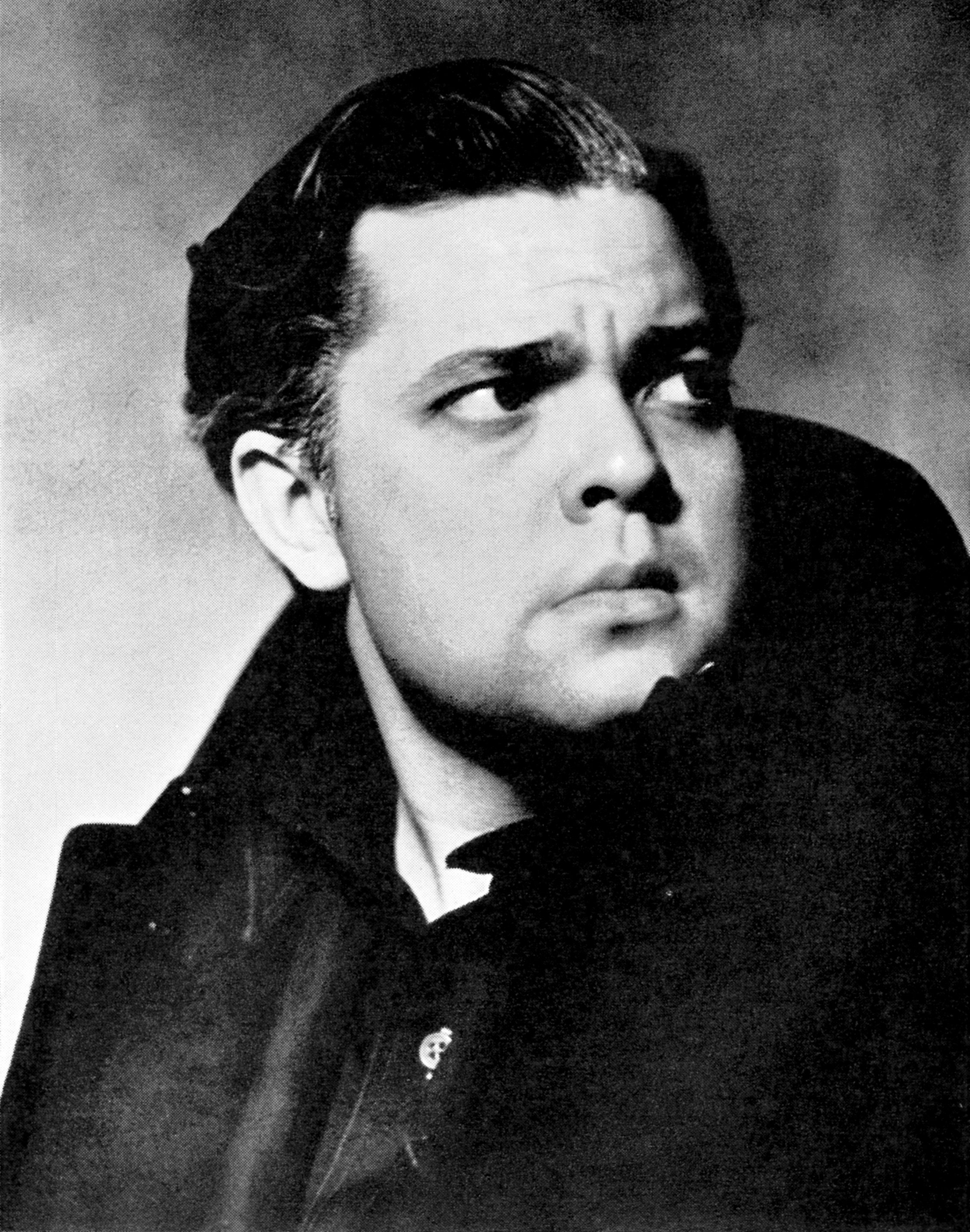
Orson Welles dans le rôle de Brutus en 1938.

Au vu de ses performances avec Cornell, le producteur et directeur de théâtre John Houseman lui offre de travailler avec lui, dans le cadre du Federal Theatre Project et du Federal Art Project, un programme culturel issu du New Deal et opérationnel en septembre 1935. En avril 1936, il fait sensation en montant sur les planches d'un théâtre d’Harlem une adaptation très originale du Macbeth de Shakespeare, transposant sur scène la vieille Écosse, brumeuse et froide, en une ambiance caraïbe inspirée de l'histoire moderne d'Haïti, le tout interprété par des acteurs noirs. L'histoire se déroule à l'époque du roi Henri Ier, et les sorcières deviennent des prêtresses vaudou. Il monte également le Faust de Marlowe dans une ambiance tamisée et mortifère. Après une adaptation d'Un chapeau de paille d'Italie (Horse Eats Hat) d'Eugène Labiche qui voit apparaître Joseph Cotten pour la première fois, Houseman et Welles connaissent en juin 1937 un véritable succès, doublé d'un autre scandale, avec une sorte de satire de la vie politique américaine en forme d'opéra composé par Marc Blitzstein et intitulée The Craddle will rock. De nombreux opposants politiques, ainsi que des ennemis du Federal Theatre, font pression à Washington et obtiennent que la police donne l'ordre de fermer les portes du théâtre. Houseman et Welles décident alors de jouer l'opéra dans la rue, où 600 personnes se sont rassemblées.
Les deux hommes démissionnent et fondent à la fin de l'année 1937 le Mercury Theatre (en), essentiellement pour servir le répertoire shakespearien. Leur première production est Jules César dans une mise en scène inspirée du fascisme mussolinien.

#### Too Much Johnson
Deuxième court-métrage de Welles, Too Much Johnson est produit par Mercury Productions et s'inscrit donc dans le cadre des représentations théâtrales engagées avec Houseman. L'origine du film n'est pas une œuvre de Shakespeare, mais une farce écrite par William Gillette. Tourné au cours de l'été 1938 dans les environs de New York et d'une durée de 40 minutes, ce film muet devait faire partie intégrante du spectacle, servant et de prologue et d'entractes. Pour des raisons multiples, il n'est pas projeté lors de l'avant-première prévue au festival du Stony Creek Summer Theater. On voit dans le rôle-titre Joseph Cotten déambuler sur les toits de New York, mais aussi Virginia Nicholson, Welles et Marc Blitzstein.

#### Débuts en radiophonie

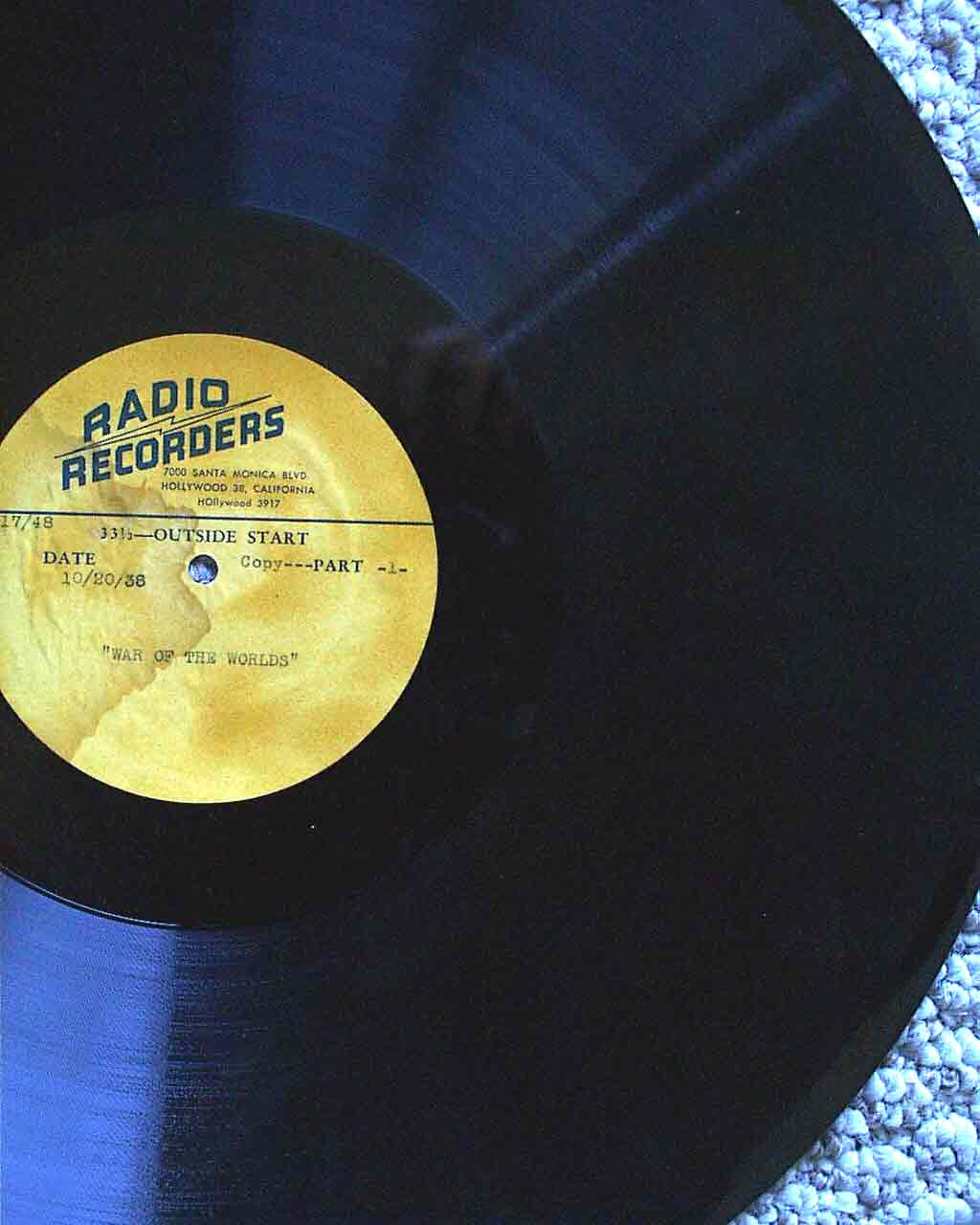
Disque de l'émission du 30 octobre 1938.

Parallèlement à son activité théâtrale, Welles fait dès 1935 ses débuts à la radio, dans l'émission March of Time, où sa voix chaude et grave séduit les auditeurs : durant quatre ans, il collabore à une quinzaine d'émissions par semaine,. La chaîne CBS l'engage pour réaliser des adaptations radiophoniques d'œuvres littéraires, avec ce qui constitue plus tard la troupe du Mercury Theatre (en) notamment Joseph Cotten, Everett Sloane, Agnes Moorehead, Dolores del Río, Ray Collins, et George Coulouris. L'émission hebdomadaire, intitulée Mercury Theatre on the Air, met en ondes de nombreux romans, dont La Splendeur des Amberson — qui constitue plus tard son deuxième long-métrage —, mais aussi L'île au trésor de Robert Louis Stevenson, Jane Eyre de Charlotte Brontë, Jules César de Shakespeare et Le Tour du monde en quatre-vingts jours de Jules Verne. L'expérience dure vingt et un mois.
Le 27 mars 1938, naît sa première fille, Chris Welles.

#### Attaque martienne contée à la radio
Durant la soirée du lundi 30 octobre 1938, veille d'Halloween, CBS diffuse une adaptation de La Guerre des mondes de Herbert George Wells. Cette émission, écoutée par plus de 6 millions de personnes pendant trente-sept minutes, du fait de sa mise en ondes très réaliste (Welles se fait passer pour un présentateur de CBS interrompant le programme), a, selon une thèse très répandue, mais aujourd'hui remise en question, effrayé une bonne partie de la côte est des États-Unis qui aurait cru à l'invasion du pays par des Martiens. Les circonstances de cette émission se révèlent pourtant moins « glorieuses » que ses conséquences. Les standards de CBS, mais aussi des commissariats ont été submergés d'appels de personnes prétendant avoir aperçu des Martiens. La panique est relayée durant une semaine dans la presse écrite, qui pressentait que son monopole était menacé par l'apparition de la radio. Rétrospectivement, l'ampleur de la panique aurait été, selon certains auteurs, considérablement exagérée au fil des années, entre autres par Welles lui-même. Cette émission permet cependant à Welles de devenir célèbre dans tout le pays du jour au lendemain, ce qui lui ouvre les portes de Hollywood, où il lui est proposé un contrat en or.

### Hollywood (1939–1947)

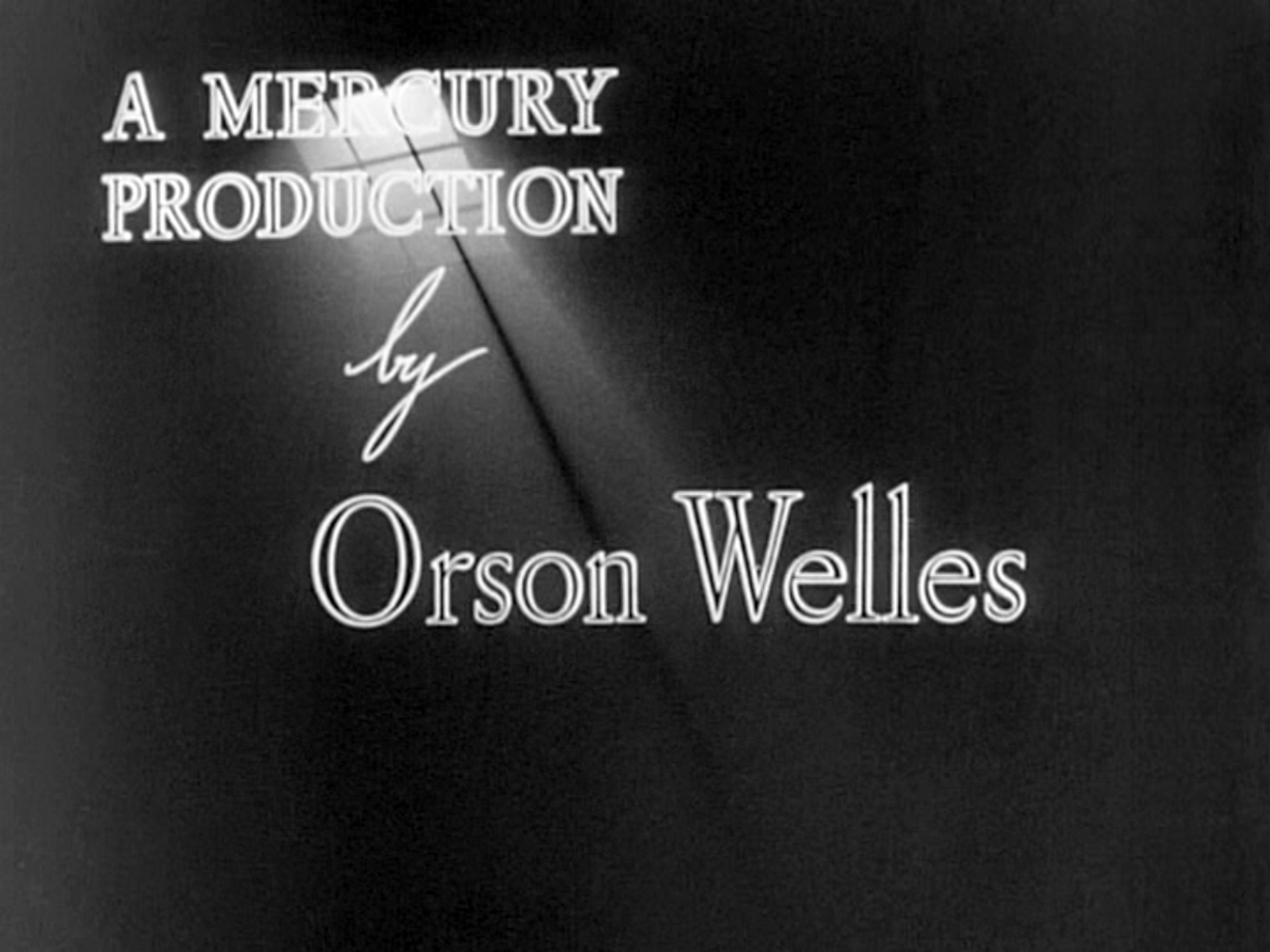
Avec sa société Mercury Production, Welles peut coproduire tous ses projets (image issue de la bande annonce de Citizen Kane).

Tandis que Welles continue à travailler avec Houseman pour CBS dans une émission identique, mais désormais rebaptisée The Campbell Playhouse (du nom de la Campbell Soup Company, sponsor du show), il est contacté au cours de l'année 1939 par le tout nouveau président de la RKO Radio Pictures, George J. Schaefer (1888-1981) dont l'ambition consiste à faire des films de qualité. Le magazine Life vient de désigner Welles comme le « nouveau Max Reinhardt ». Et le 22 juin, il débarque sur la côte ouest.
Contrairement à la légende, ce contrat des studios ne lui laisse pas « une entière liberté », mais prévoit cependant qu'il peut être à la fois acteur, scénariste et réalisateur, et également coproducteur via sa société Mercury Production — un statut en vérité assez inhabituel, mais la RKO restant le distributeur, son droit de veto demeure considérable, notamment sur le choix des acteurs et sur le montant des sommes avancées. Par ailleurs, on lui demande un film par an sur une durée de cinq ans, en échange de 25 % des bénéfices et 150 000 dollars d'avance, avec une liberté concernant le choix de la musique et même du montage, chose rarement vue à Hollywood. En 1939, un témoin raconte l'arrivée de la troupe du Mercury Theatre (en) à la RKO : « Ils s'avançaient à travers la cantine du studio, tous les regards convergeaient vers eux, ils étaient rois ».
Divorcé, puis installé à Brentwood (Los Angeles) et entouré de secrétaires, Welles travaille d'abord à l'adaptation du roman de Joseph Conrad, Au cœur des ténèbres (Heart of Darkness), et propose l'utilisation d'une caméra subjective. La RKO refuse pour cause de dépassement de budget prévisionnel, le projet, pourtant scénarisé, n'aboutit pas. Welles propose alors immédiatement une adaptation de Cecil Day-Lewis, un polar politique intitulé The Smiler with a Knife, qui raconte l'histoire d'une femme détective qui enquête sur un mystérieux personnage vivant incognito et qui s'avère être un futur despote doublé d'un aviateur excentrique (visiblement inspiré d'Howard Hughes). Le choix de Lucille Ball pour le rôle-titre déplait aux studios, Carole Lombard ayant décliné l'offre. Côté vie privée, Welles noue une relation avec Dolores del Río. En 1940, il rompt son association avec John Houseman.

#### Citizen Kane

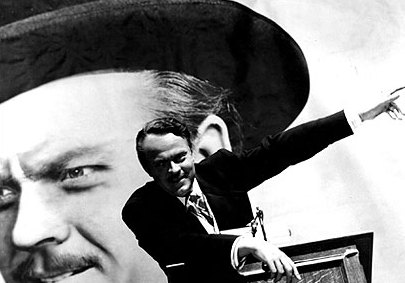
Orson Welles dans Citizen Kane.

Un an après son arrivée à Hollywood, Orson Welles, qui avait voulu adapter Au cœur des ténèbres de Joseph Conrad, associé au scénariste Herman Mankiewicz (frère du cinéaste Joseph L. Mankiewicz), écrit le scénario de Citizen Kane et s'inspire en partie de la vie du magnat de la presse William Randolph Hearst. Toute la troupe du Mercury est intégrée dans la distribution. Le cinéaste a enfin obtenu le contrôle total du tournage, car il désire maintenir secret le sujet de son film. Les producteurs essaient de s'en mêler en débarquant à l'improviste sur le plateau, mais ils n'y trouvent que les techniciens et les acteurs en train de jouer au baseball, sur l'ordre du réalisateur rendu méfiant.
Le tournage se déroule du 30 juillet au 23 octobre 1940. Une fois le montage et la postproduction achevés durant l'hiver, Orson Welles participe à de nombreuses manifestations promotionnelles où on ne lui exprime que le parallèle entre le personnage de Charles Foster Kane et Hearst, et la réaction de ce dernier qui vient d'engager une campagne de dénigrement par l'intermédiaire de ses propres journaux. Lassé, Welles déclare : « Lorsque le bruit déclenché par Citizen Kane sera apaisé, je tournerai un grand film sur la vie de Hearst ». Les choses s'enveniment à tel point qu'au sein de l'état-major de la RKO, il est question de confisquer le négatif du film ; les dirigeants décident malgré tout de lâcher du lest non sans avoir fait passer une copie à Hearst, et Welles, s'estimant trahi, menace publiquement la société d'un procès en rupture de contrat, en son nom et en celui du Mercury Theatre : le film a coûté 800 000 dollars. Sa santé s’altère tant que son médecin l'envoie prendre du repos dans une clinique de Palm Springs. Malgré la campagne de dénigrement orchestrée par Hearst qui dure jusqu'en avril 1941, le film sort en salles, avec retard, le 1er mai et d'abord au New York Palace. La critique s'avère unanimement positive : le film apparaît comme une révolution du point de vue de la technique cinématographique et de la structure du récit. Plus tard, Welles affirme s'être inspiré, pour la réalisation, du Roman d'un tricheur de Sacha Guitry quant à certains effets stylistiques (flashbacks, fondus, caméra subjective, voix-off, etc.), effets que l'on retrouve dans les films suivants. Toujours est-il que si le public n'est pas au rendez-vous, l'exploitation est déficitaire, Welles décroche tout de même le premier Oscar du meilleur scénario original et qu'il partage avec Herman Mankiewicz.

#### La Splendeur des Amberson

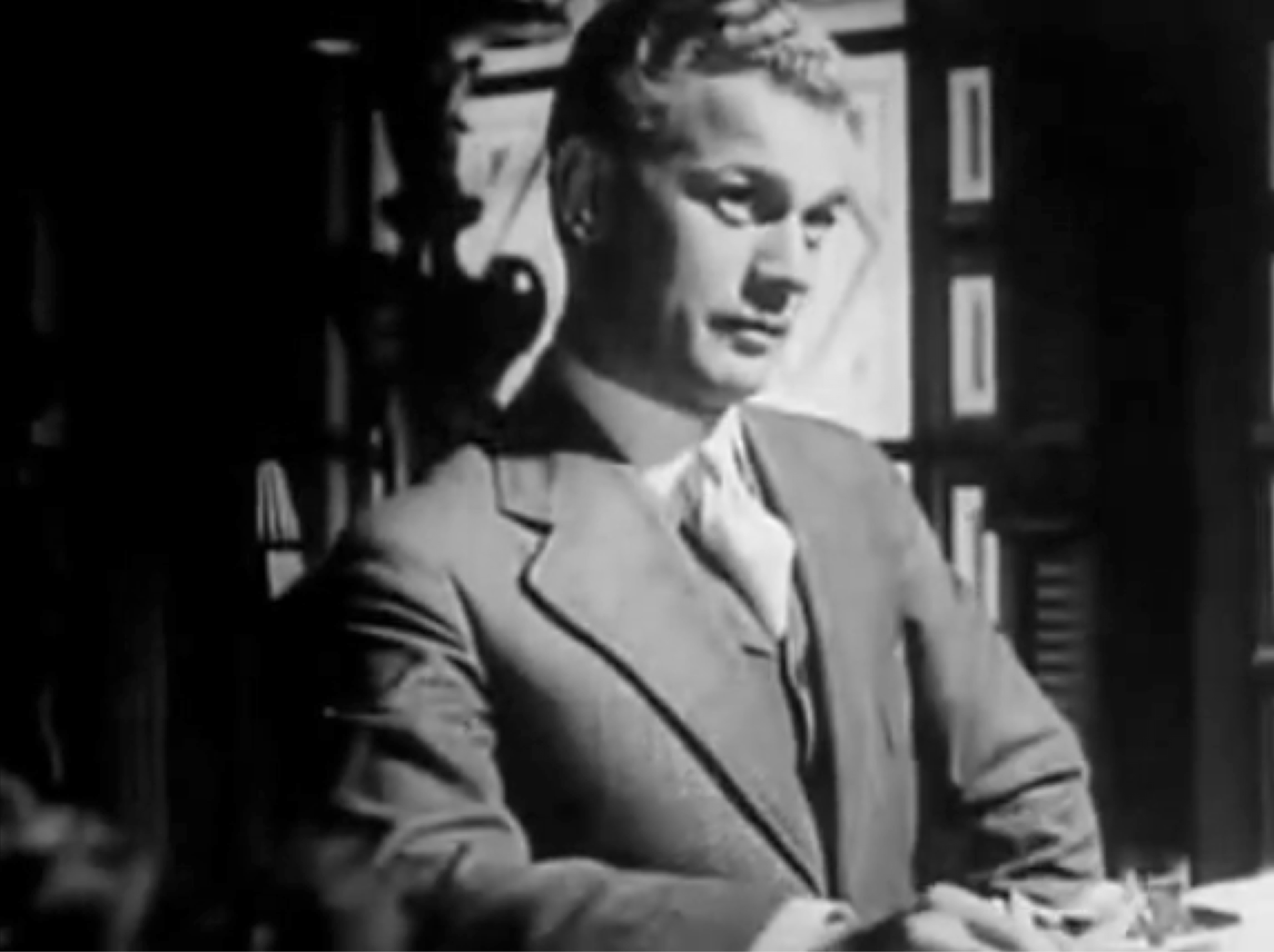
Joseph Cotten, dans La Splendeur des Amberson

Pour échapper au monde d'Hollywood, Welles s'accorde quelques semaines de mise en scène sur les planches où il monte une adaptation de Native Son (en) de Richard Wright. Après avoir épluché une quarantaine de scripts possibles dont Les Frères Karamazov et une biographie de Ludwig van Beethoven, il s'attelle à un nouveau script inspiré du roman La Splendeur des Amberson (The Magnificent Ambersons) de Booth Tarkington, qu'il a en octobre 1939 déjà transposé à la radio.
Le tournage se déroule du 28 octobre 1941 au 22 janvier 1942 : la destruction de Pearl Harbor survient entre-temps et le film s'achève dans un climat oppressant, surtout que Welles s'affaire déjà à d'autres projets. Pour ce deuxième film, le studio reconsidère en effet son contrat, réduisant sa marge de manœuvre en termes de montage final : n'y ayant pas accès, Welles part au Brésil pour tourner dans un premier temps un reportage sur le carnaval de Rio. Là-bas, il apprend que Schaefer est viré (Welles perd son protecteur) et qu'à la suite de deux pré-projections négatives en termes de retour, la RKO ampute le film de près de 43 minutes, lesquelles ne seront jamais retrouvées. La RKO fait également tourner une autre fin plus « moralement acceptable » par l'assistant-réalisateur Freddie Fleck et le monteur Robert Wise qui s'est déjà illustré sur Citizen Kane. Par ailleurs, mécontent que sa partition soit également mutilée, Bernard Herrmann refuse que son nom soit porté au générique qui figure comme l'un des premiers aux États-Unis à être récité à haute voix, se concluant par la marque finale devenue mythique : My Name is Orson Welles (Mon nom est Orson Welles, selon l'habitude des présentateurs radio). La première a lieu le 13 août 1942 et le film, qui n'engrange que 620 000 dollars, est sur la liste de quatre Oscars, mais sans succès.

#### Conflits avec la RKO

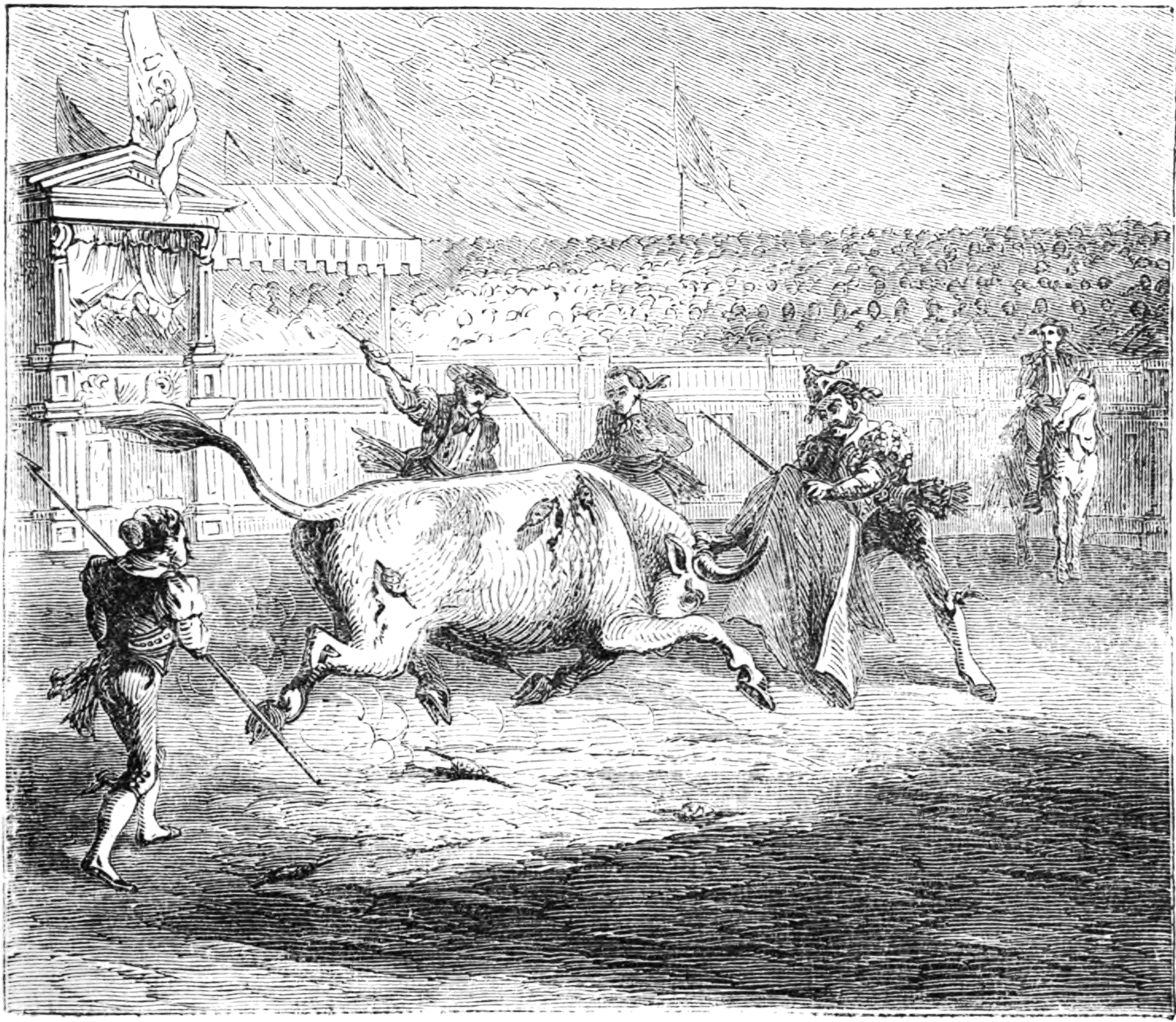
Combat de taureaux le dimanche, gravure extraite de l'album américain Our Sister Republic - Mexico (1870).

Commencé en même temps que La Splendeur des Amberson, le tournage du Voyage au pays de la peur (Journey into Fear) place Welles dans une position délicate : il est sur ce dernier à la fois acteur et producteur, mais son contrat avec la RKO, initialement prévoit qu'il le dirige. Visiblement plus intéressé par La Splendeur des Amberson, Welles froisse quelque peu les studios en quittant le plateau. Par ailleurs, et sur les instances de Nelson Rockefeller, il met en chantier un troisième projet durant cet automne 1941 : intitulé d'abord Pan American et bientôt rebaptisé It's All True, regroupant quatre épisodes documentaires, Welles y brosse la vie des Américains sur les deux continents. Durant l'été 1941, et dans le cadre de ce travail de commande visant à rapprocher les peuples américains menacés par la guerre, Welles prend contact avec Duke Ellington et lui commande une suite musicale pour un portrait de Louis Armstrong qui ne s'accomplit jamais. En septembre, Norman Foster est dépêché à Mexico pour tourner l'épisode intitulé My Friend Bonito, l'histoire d'un taureau et d'un garçon, lequel est intégré plus tard au projet de documentaire.

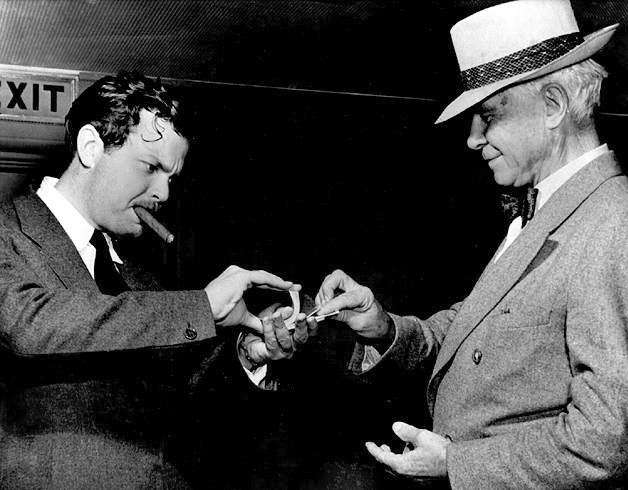
Orson Welles en train de faire un tour de cartes à Carl Sandburg (août 1942).

De février à août 1942, Welles parcourt le Brésil en quête d'images pour deux épisodes : The Story of Samba (l'histoire de la samba) et Four Men on a Raft (quatre pécheurs brésiliens sur un radeau). On peut supposer aussi qu'une telle distance permit à la RKO d'en profiter : « J'étais en Amérique du Sud et attendais les rushes de Voyage au pays de la peur ; c'est alors qu'un galopin de la RKO, ayant reçu l'approbation bienveillante d'un couple de vice-présidents et des censeurs du studio, se permit de monter le film. Le résultat fut heureusement présenté par une nuit noire, alors que personne ne regardait. » dit plus tard Welles. Les raisons pour lesquelles It's All True reste inachevé sont multiples : d'abord la direction de la RKO change, après le départ de Schaefer, c'est Rockefeller qui se retire. Et puis il y a le montage de La Splendeur des Amberson qui a rendu furieux Welles. Par la suite, le tournage est annulé et les bobines disparaissent.

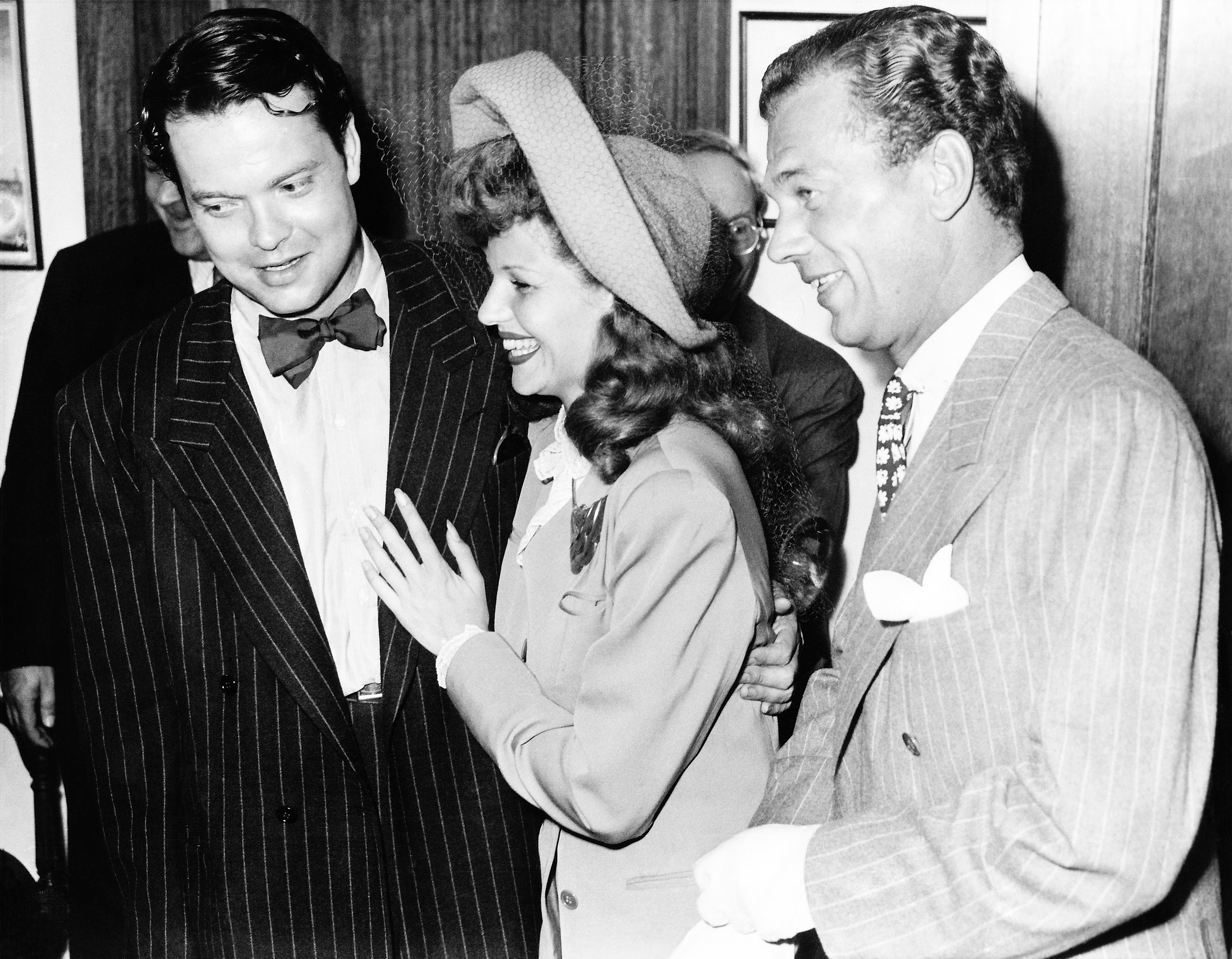
Photo du mariage d'Orson Welles et de Rita Hayworth accompagnés de Joseph Cotten

L'année 1943 marque un retour à l'optimisme : le 7 septembre 1943, il épouse la star Rita Hayworth, et ils ont une fille, Rebecca, qui naît en 1944. Invité par Franklin Roosevelt à participer à l'effort de guerre, il propose une série de conférences un peu partout aux États-Unis, dont certaines sont publiées dans le New Farmer Almanac et le New York Post ou diffusées sur CBS, et ce, durant toute la guerre. CBS programme en 1942-43 : Ceiling Unlimited, une série radiophonique de 13 épisodes qui valorise l'armée de l'air américaine, commandée par Lockheed-Vega, mais écrite, réalisée et récitée par Welles ; puis Hello Americans qui consiste en 12 épisodes enregistrés dans différents pays du continent américain.
Début 1944, Welles devient une vedette de cinéma avec Jane Eyre de Robert Stevenson, qui est par ailleurs une adaptation de la pièce radiophonique jouée par The Mercury Theatre on the Air. Welles y incarne le premier rôle et connaît un beau succès commercial.

#### Le Criminel

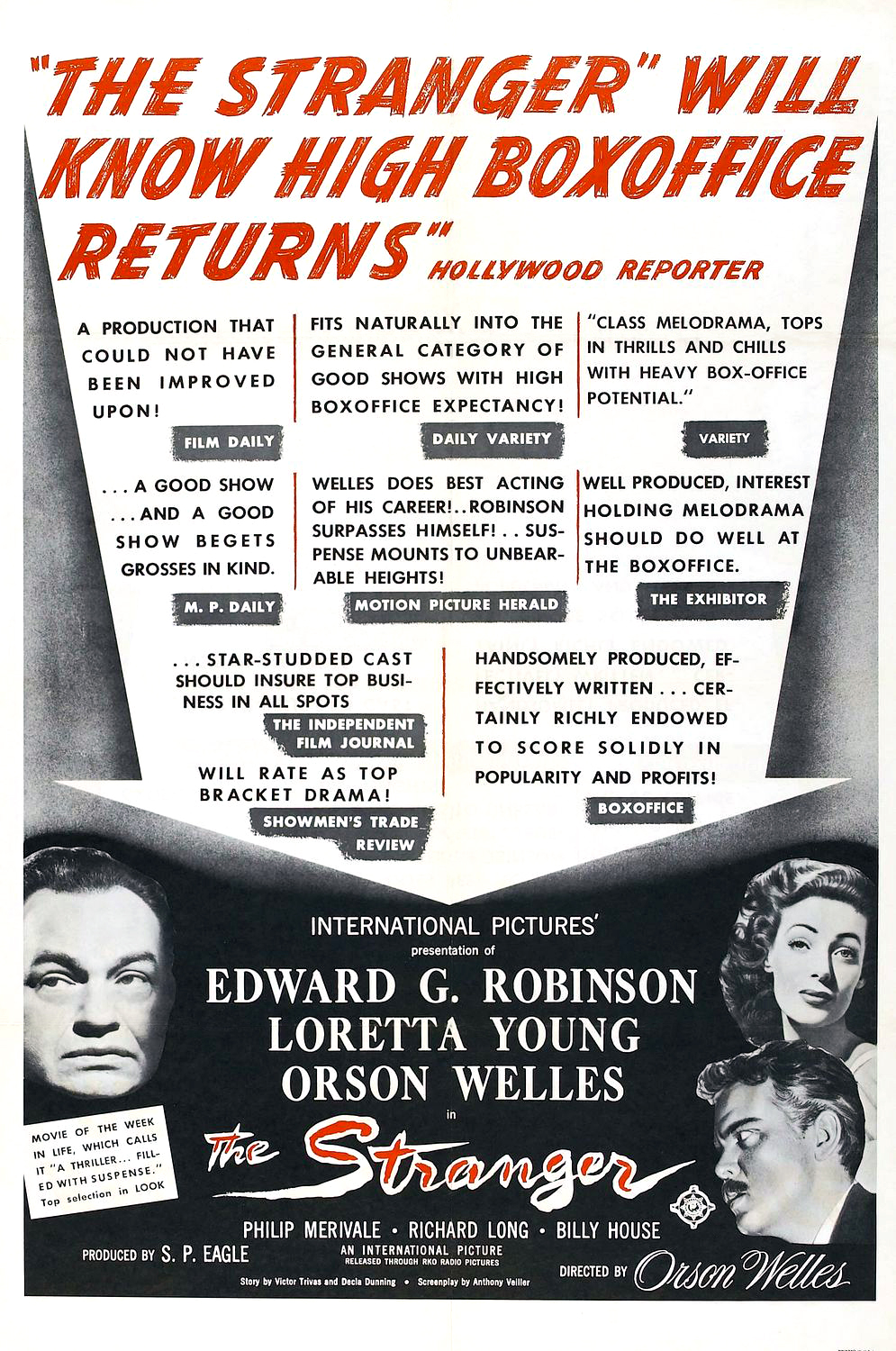
L'affiche du film Le Criminel

Welles s'investit à la fin de l'année 1943 dans le théâtre aux armées, produisant entre autres des tours de magie. La revue est baptisée The Mercury Wonder Show et participe notamment au film à sketch Hollywood Parade (Follow the Boys), dans lequel il découpe en morceaux Marlene Dietrich et où il se qualifie de « magicien amateur ». Cette même année, il écrit un scénario intitulé Monsieur Verdoux, inspiré d'un fait divers français, l'affaire Landru, et pour lequel il pressent Charlie Chaplin pour le rôle-titre : Chaplin n'ayant jamais été dirigé par personne le réécrit après lecture et le transforme selon ses besoins, y incluant notamment une critique socio-économique, et, pour dédommager Welles, lui propose 5 000 dollars, ainsi que sa présence au générique.
Welles ne revient derrière la caméra qu'à l'automne 1945 avec Le Criminel (The Stranger) : Sam Spiegel et la RKO, plus réticente que jamais, lui proposent de réaliser ce film, à condition de prendre le scénario de Anthony Veiller sans modification ; John Huston qui n'est pas crédité, aide Welles du mieux qu'il peut et les deux hommes deviennent amis. Welles expédie la mise en scène avec dix jours d'avance sur la date prévue et le film sort le 25 mai 1946, puis connaît un franc succès, mais Welles lui-même le considère « comme étant son plus mauvais. Il n'y a rien de moi là-dedans. Je l'ai fait pour prouver que je pouvais tourner un film comme tout le monde. […] Les deux bobines tournées en Amérique du Sud étaient ce qu'il y a de mieux dans le film. Spiegel les a supprimées ». Welles y interprète un ancien nazi et c'est aussi le premier film à montrer des images de camps de concentration. Toutefois, l'année 1946 doit lui apporter une véritable satisfaction : tourner librement avec son épouse, Rita Hayworth.

#### La Dame de Shanghai

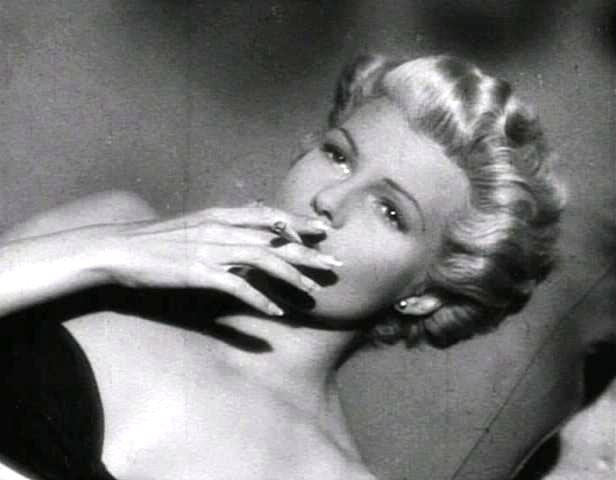
Rita Hayworth dans La Dame de Shanghai

Il réalise cette année-là La Dame de Shanghai (The Lady of Shanghai) vaguement inspiré d'un roman de Sherwood King, et magnifié par la présence de Rita Hayworth — avec qui il est déjà en instance de divorce. Le public crie au scandale en voyant la rousse Rita, symbole du glamour hollywoodien, transformée en blonde platine aux cheveux courts, devenue à l'écran une héroïne cynique et froide ; on boude le film pendant les projections tests, lesquelles n'emballent pas non plus la Columbia qui préfère retarder sa sortie au profit de Gilda, autre film avec Hayworth en vedette. Le film ne sort qu'en mai 1948. Le quatrième long-métrage de celui que la presse décrit déjà comme l' « enfant terrible d'Hollywood à l'étoile pâlissante » s'achève sur la séquence du palais des glaces, où Rita Hayworth et Everett Sloane, qui jouent un couple marié, s'entretuent dans un terrifiant vacarme de verre brisé, labyrinthe de miroirs dont seul parvient à s'échapper le personnage principal (et narrateur), Michael O'Hara, interprété par Welles.
Juste après le tournage, Welles revient au théâtre et donc à New York. Certaines séquences de La Dame de Shanghai sont utilisées par Welles pour sa pièce, Around the World comédie musicale d'après Jules Verne sur un livret de Cole Porter — créée en mai 1946 à Broadway —, dont l'adaptation filmique est envisagée par Michael Todd. Avec cette dispendieuse production théâtrale que le public boude, Welles connaît pour la première fois des ennuis d'argent.

#### Macbeth

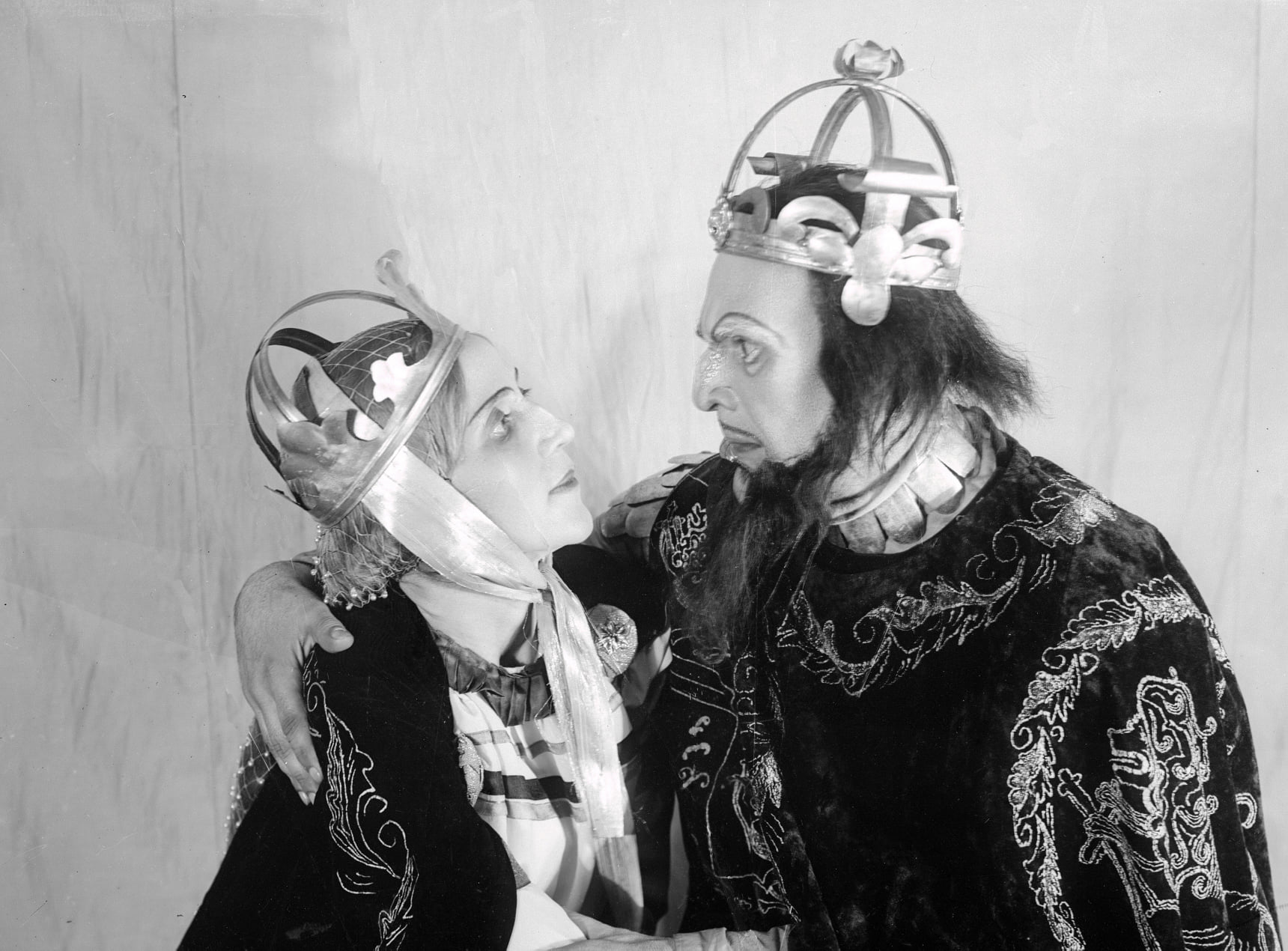
Marziya Davudova et Abbas Mirza Sharifzade dans le Macbeth (1936) de Tuganov, victimes du stalinisme, un repère esthétique pour le projet de Welles.

Durant l'été 1947, Herbert Yates, le président de Republic Pictures, un petit studio indépendant spécialisé dans le western et les séries B, accepte de financer son nouveau projet de film, l'adaptation du Macbeth de Shakespeare contre 200 000 dollars, le dépassement devant être payé par Mercury Theatre, autrement dit Welles. Ce pari économique n'est pas tenu : Orson Welles paye près de 100 000 dollars en extra, tout en dissimulant la pauvreté des décors au milieu d'un brouillard artificiel, mais en tournant son film en seulement vingt et un jours. Le résultat est saisissant d'étrangeté et de mystère, et restitue parfaitement « l'atmosphère tellurique de la tragédie ». Sorti le 1er octobre 1948, le film manque d'être présenté à la Mostra de Venise face à l'Hamlet de Laurence Olivier, puis disparaît des écrans. Il sort en France en 1950 et André Bazin se présente comme l'un de ses plus ardents défenseurs, contribuant, avec Jean Cocteau, à faire venir « l'enfant prodigue » en Europe. En réalité, Welles sort totalement ruiné de cette expérience et le fisc américain lui réclame de fortes sommes. Dès la fin 1948, il embarque pour Cinecittà, où il travaille pour divers rôles, profitant ainsi de sa notoriété d'acteur.

### Tour d'Europe (1949–1956)
Outre ses ennuis avec le fisc, Welles est désormais tombé en disgrâce auprès des producteurs américains, en particulier parce qu'il figure depuis novembre 1947 à la suite des recommandations de l'HUAAC sur la liste noire de la MPAA, laquelle refuse d'employer des artistes supposés être de tendance communiste. Paradoxalement, Welles n'a jamais caché son aversion pour les fascismes et le stalinisme, entretenant même une correspondance entre autres avec Eisenstein. Victime collatérale du maccarthysme, Welles part en Europe où il joue dans de nombreux films pour financer son nouveau projet shakespearien : Othello.

#### Le Troisième Homme
Après Rome dont on peut retenir Black Magic (Cagliostro) qui permet la rencontre avec Akim Tamiroff, puis après quelques projets parisiens avortés, Welles tourne surtout à Londres. Le film qui amorce la transformation d'Orson Welles en un véritable mythe en Europe est celui où, entre ombre et brouillard, il n'apparaît que peu (comparé à Joseph Cotten) : adapté du roman éponyme de Graham Greene (également scénariste), Le Troisième Homme du Britannique Carol Reed reste un cas à part dans sa carrière d'acteur. Reed reconnaît plus tard que Welles s'est particulièrement investi dans cette aventure qui les a menés à Vienne, prodiguant même quelques conseils sur deux ou trois séquences, mais pas plus. Son personnage fait corps avec lui et Welles devient pour tous Harry Lime, « l'homme qui meurt deux fois » doublé d'un truand équivoque et fascinant.

#### La France

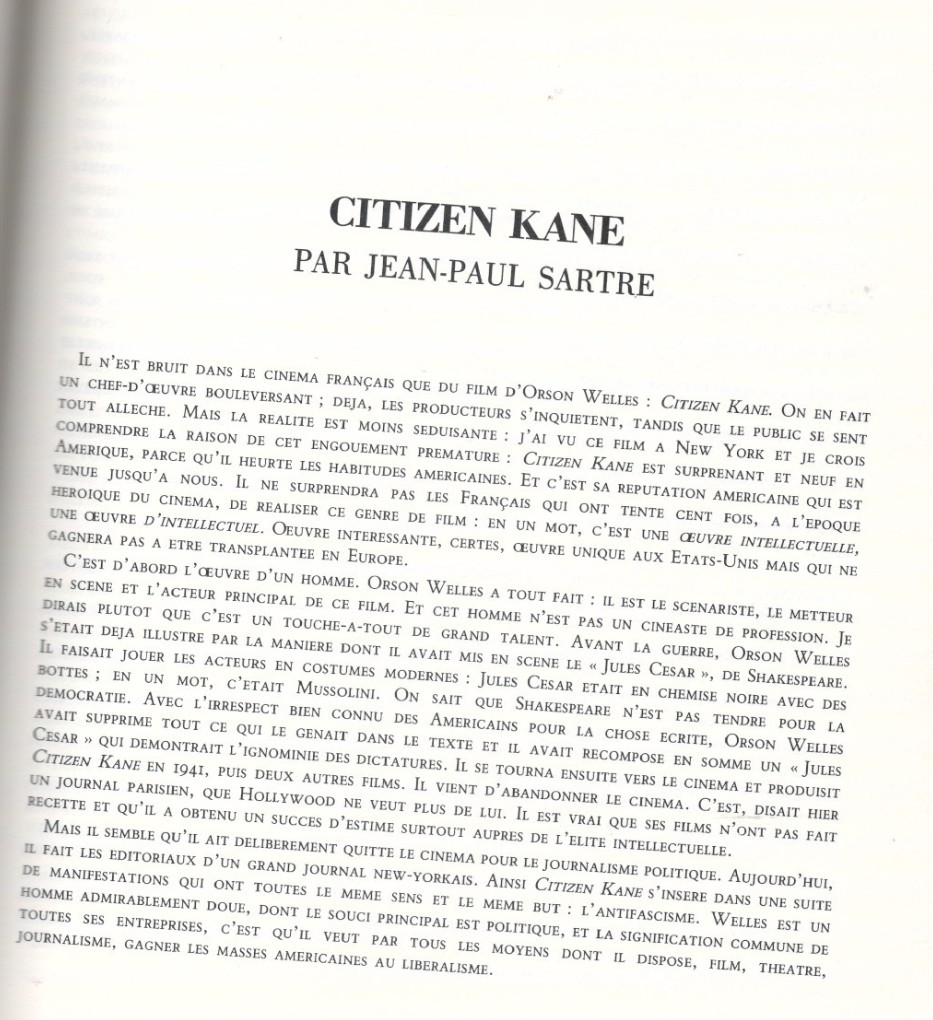
Extrait de l'article de Jean-Paul Sartre Citizen Kane ; L'Écran français, 1 août 1945.

Le public français découvre les premiers films de Welles après la Libération. Jean-Paul Sartre publie une critique de Citizen Kane, un an avant que le film ne sorte en salles en juillet 1946. Il loue les qualités techniques du film, mais en critique le caractère de propagande du libéralisme : « Film abstrait, intellectuel, en l'air... » Plus tard, les jeunes critiques des Cahiers du cinéma se laissent séduire, André Bazin en tête.
Le réalisateur revient en Europe au milieu des années 1940, fuyant le fisc et le maccarthysme. En France, il y est davantage admiré qu'aux États-Unis mais ses exigences et ses prétentions durant les décennies suivantes y seront parfois déçues.
À New York pendant la guerre, Orson Welles a assisté à une projection de La Femme du boulanger de Marcel Pagnol. Welles débarque à Marseille en septembre 1946, et Pagnol raconte qu'il a vu surgir dans son bureau un géant qui s'est exclamé : « Je veux voir monsieur Raimu ! » Mais Raimu vient juste de mourir, et Welles de fondre alors en larmes : « C'était le meilleur de nous tous ! », finit-il par dire, avant d'expliquer qu'il avait envisagé de faire appel à Raimu pour quelques projets de films. Entre Pagnol et Welles, c'est l'amitié, ce dernier n'hésitant pas à le critiquer, disant par exemple de La Femme du boulanger qu'il est « parmi les meilleurs films du monde, mais parmi les plus mal filmés ». Welles fait aussi la connaissance d'un collaborateur de Pagnol, le photographe de plateau Roger Corbeau, qui est engagé sur Dossier secret et Le Procès. Quelques années plus tard, Welles est contacté par Sacha Guitry qui lui donne le rôle de Benjamin Franklin dans Si Versailles m'était conté… et celui de Hudson Lowe pour son Napoléon. Lorsque Bill Krohn s'entretient avec Welles à la fin des années 1970, celui-ci lui révèle qu'il a forgé son style « d'essayiste, en s'inspirant du travail de Guitry ».

#### Londres
En 1951, le producteur indépendant Harry Alan Towers demande à Welles, alors installé entre Londres et l'Italie, de réaliser Tales from the Black Museum, une série radiophonique en 51 épisodes inspirés de faits divers réels tirés des dossiers de Scotland Yard et de la Metropolitan Police Service. Towers réussit à exporter ce programme sur l'ensemble des chaînes anglophones dans le monde. Aux États-Unis, il est diffusé sur Mutual Broadcasting System durant l'année 1952. La scénarisation est signée Ira Marion et possède l'originalité de faire entendre à la fois le point-de-vue de la police et des criminels.

#### Othello
Welles va mettre quatre ans à tourner Othello (The Tragedy of Othello: The Moor of Venice). Bien qu'inscrit au répertoire du Mercury Theatre, André Bazin situe le début de ce projet lorsque Welles s'est trouvé en Italie. Un séjour à Venise et une liaison avec Lea Padovani qui devait interpréter Desdémone, lui permettent de faire remonter le début du tournage à l'été 1948. Les cachets italiens de l'acteur (via Mercury Productions) servent à payer les premières séquences, puis les cachets de Londres sont exploités. Après une première audition décevante, il fait appel à Micheál MacLiammóir pour jouer Iago, puis à Suzanne Cloutier pour Desdémone. L'équipe du film se révèle bientôt composée de différentes nationalités, car le tournage interrompu par les problèmes d'argent doit s'adapter à de nombreux changements de lieux. Ainsi, Welles utilise de nombreux plans extérieurs (Venise, Rome, Pérouse, Viterbe, Essaouira) en réalise d'invisibles raccords, tisse son film de façon obstinée, et suivi tant bien que mal par son équipe, se retrouve sans producteur italien (Michele Scalera dépose le bilan en 1950), est sauvé par Les Films Marceau, pour un budget total d'environ 6 000 000 lires avec un montage qui comprend 2 000 plans (contre 500 pour Citizen Kane). Le film conserve cependant la marque du réalisateur, qui affirme : « Le montage est essentiel pour le metteur en scène, c'est le seul moment où il contrôle complètement la forme de son film ». Sa réussite artistique est saluée par le Grand prix (ex-æquo) à Cannes en 1952, le film étant présenté sous pavillon marocain.

#### Débuts à la télévision
Welles revient ensuite sur les planches et c'est au théâtre Édouard-VII à Paris qu'il propose une adaptation de sa propre pièce The Unthinking Lobster (Miracle à Hollywood), une fable satirique contre le système de production hollywoodien pour laquelle il tourne en guise de prélude le court-métrage The Miracle of St. Anne et recrute Eartha Kitt ; l'ensemble s'intitule The Blessed and the Damned. La critique parisienne dont Le Monde, salue les prouesses techniques, mais s'inquiète du coût financier, aussi Welles remplace le tout par du Musset et du Shakespeare, Eartha clôt la soirée avec un récital de chansons puis le spectacle part en tournée.
Revenu à Londres, Welles finit enfin par y monter du Shakespeare grâce à l'aide de Laurence Olivier, puis participe au lancement de la chaîne BBC2 avec une adaptation du Marchand de Venise. Pour la radio anglaise, il participe à une série en 52 épisodes, préquelle au Troisième Homme et intitulée The Adventures of Harry Lime (BBC, 1951-52). Sur ce, il rencontre Peter Brook qui adapte avec lui King Lear (Le Roi Lear) pour la télévision américaine (Omnibus Theatre, CBS, 1953). En 1955, la BBC lui commande une série, Orson Welles' Sketch Book, six épisodes dans lesquels il raconte des anecdotes personnelles tout en dessinant. Dans la foulée, en mars, Associated-Rediffusion, une société de production londonienne, passe commande de 26 téléfilms : Around the World with Orson Welles (ITV, 1955) est un « travels essays film », tourné entre Vienne, Londres, Paris, Lurs, Madrid et le Pays basque.

#### Dossier secret
Après des débuts remarqués à la télévision, il se lance totalement dans le projet d'un nouveau film, en partie inspiré de trois épisodes des Adventures of Harry Lime. Non seulement ce film a deux titres (voire trois), mais aussi cinq versions en salle. L'histoire du tournage est aussi complexe que celle d'Othello.
Intitulé sur le script de départ Masquerade, puis Confidential Report (Dossier secret) et produit par le français Louis Dolivet (qui va confisquer le montage), le tournage s'étale sur sept mois (1953-54), entre Ségovie, Madrid, Valladolid, Munich, Paris, la Côte d'Azur et le Château de Chillon. Arkadin, le personnage que joue Welles, prend sa source dans la vie du milliardaire Basil Zaharoff et l'homme chargé d’enquêter sur son passé s'avère Lime, mais Welles le rebaptise Van Stratten. La sortie du film prend deux ans de retard, car le montage entamé par Welles dure presque toute l'année 1954, à cause surtout de la postsynchronisation. La première a cependant lieu à Madrid en mars 1955 sous le titre Mister Arkadin, puis à Londres cinq mois plus tard et enfin Paris (juin 1956). La critique est partagée, mais Éric Rohmer compare alors Welles à Eisenstein.
Au début du tournage, Welles rencontre l'actrice italienne Paola Mori qu'il épouse en mai 1955 — ils ont une fille, Beatrice Welles, née à la fin de la même année.

### Intermède américain (1956–1959)

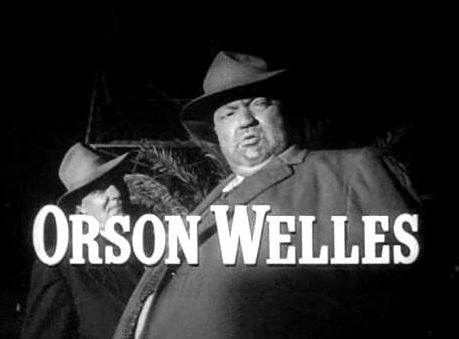
Welles devient Hank Quinlan dans La Soif du mal (1958).

Welles est déjà revenu à Broadway en 1954 pour un King Lear remarqué et d'ailleurs capté par CBS, mais c'est à Londres qu'il transpose pour la scène Moby-Dick, le roman de Melville en 1955, mise en scène bientôt captée à son tour par la télévision anglaise : intitulée Moby Dick - Rehearsed, le montage n'a jamais été achevé. Peu après, John Huston est alors chargé de réaliser un film, à partir d'un scénario de Ray Bradbury : c'est Moby Dick (film, 1956), où Welles joue le Père Mapple, et qui revient donc après dix ans d'absence à Hollywood. Il participe à nombre d'adaptations shakespeariennes pour CBS et NBC, mais surtout, et contre toute attente, il réalise un long-métrage.
En 1958, il se voit confier la réalisation de La Soif du mal (Touch of Evil), d'après un petit roman noir, par les studios Universal. Dans des entretiens ultérieurs avec Peter Bogdanovich, Welles explique comment Charlton Heston, véritable star à l'époque, a joué dans ce choix un rôle déterminant. Désirant la star pour le projet, Universal convoque Heston, qui apprend que la distribution intègre Janet Leigh dans le rôle de sa femme, et Orson Welles, dans le rôle du commissaire Quinlan. À la suite d'un malentendu, Heston comprend que « Welles va être le réalisateur du film », alors il déclare : « Si Welles est le réalisateur, je suis d'accord ». Contacté, Welles donne son accord pour un bout d'essai. Les producteurs visionnant tous les soirs les rushes, sont emballés au point de proposer à Welles de signer un contrat de quatre films pour les cinq ans à venir[réf. nécessaire]. Hélas pour lui, une fois le film monté, le studio change radicalement de position. Universal décide de faire remonter complètement le film par un autre réalisateur, de couper des scènes et d'en tourner de nouvelles à la hâte[réf. nécessaire]. Welles déclare : « L'humour que j'ai mis dans le film était inhabituel pour l'époque. Aujourd'hui, il s'est banalisé. Mais à l'époque, il a déplu aux pontes d'Universal ». C'est là son dernier film hollywoodien : on y retrouve Akim Tamiroff et Marlene Dietrich, et un plan-séquence inaugural mythique. Durant ce séjour, il tourne notamment dans Les Feux de l'été d'après William Faulkner où il décroche un rôle face à Paul Newman et travaille pour Desilu Productions, qui le contacte fin 1956 pour lancer une série, The Orson Welles Show, mais le projet est avorté. La chaîne NBC programme The Fountain of Youth (en) (La Fontaine de jouvence), seul épisode achevé et qui remporte un prestigieux Peabody Awards.

### Retour en Europe
Avant de rentrer en Europe, Welles fait la connaissance à Mexico d'Oscar Dancigers, producteur entre autres de Luis Buñuel. Un nouveau projet émerge : adapter le Don Quichotte de Cervantès. Ce film n'a jamais été achevé, mais Welles, toute sa vie durant, a tenté de le terminer (cf. plus loin). En 1961, la chaîne ABC programme Orson Welles and the Art of Bullfighting qu'il réalise en Espagne : c'est vers cette époque qu'il s'installe à Madrid, mais Welles ne cesse d'aller et venir, prenant l'avion dès qu'une occasion se présente.

#### Le Procès
En 1960, le producteur Alexander Salkind propose à Welles d'adapter une œuvre moderne, mais libre de droit. Quelque temps auparavant, Michael Lindsay-Hogg, le (supposé) fils naturel de Welles, né en 1940 de Geraldine Fitzgerald, lui a soumis l'idée d'adapter pour le théâtre Le Procès de Franz Kafka. Plus tard, les droits cinéma se révèlent appartenir à un agent allemand. Toujours est-il que Salkind parvient à réunir 650 millions d'anciens francs avec un montage financier franco-italo-allemand et le tournage débute en mars 1962 à Zagreb (à défaut de Prague), en passant par la Gare d'Orsay, et se termine en juin. Welles revisite le roman, mais contourne quelque peu l'humour noir de l'auteur, innovant cependant en commandant à Alexandre Alexeïeff et Claire Parker une animation tirée de la Parabole de la Loi, incluse dans le texte originellement arrangé par Max Brod. Le film sort à Paris en décembre 1962 et décroche le Prix Méliès : The Trial est mal perçu par la critique anglo-saxonne, jugé baroque et déstabilisant, il s'achève sur un champignon atomique, Guerre froide oblige.
Dès la fin du tournage, Welles commence à vivre avec Oja Kodar, rencontrée à Zagreb. Dans la foulée, il continue d'être acteur pour les films des autres, et retenons de cette période sa rencontre avec Pasolini pour La ricotta en 1963.

#### Falstaff

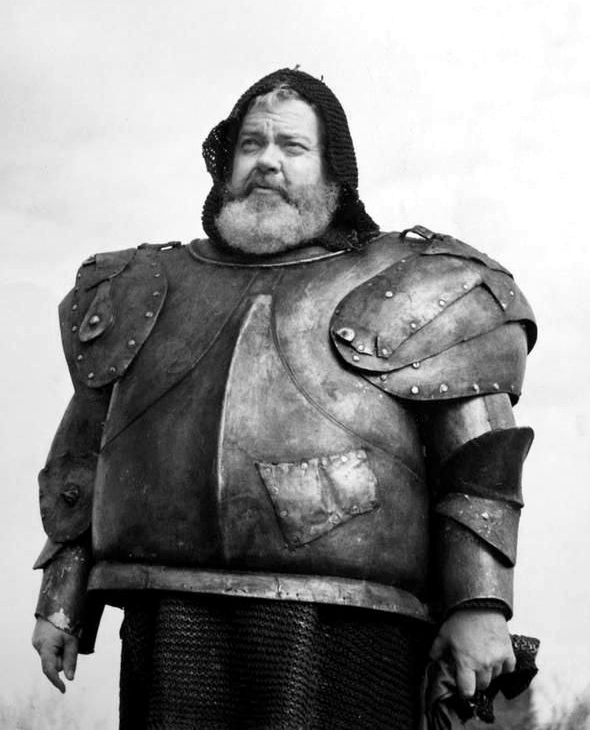
Photographie promotionnelle d'Orson Welles dans le rôle-titre de Falstaff, 1965.

Trois ans après le tournage du Procès, il réalise Falstaff, qui est une refonte de plusieurs tragédies de Shakespeare qu'il a écrites sous le nom de Five Kings en 1939 (Richard II, Henri IV, Henri V, Les Joyeuses Commères de Windsor) et en s'inspirant également des chroniques de Raphael Holinshed ; en février 1960, il reprend Five Kings au Grand Opera House de Belfast qui demeure pour Welles sa dernière performance sur les planches, mais qui sert en réalité de « prérépétition » pour un film dont il a déjà l'idée en tête. Le tournage se déroule entre septembre 1964 et avril 1965 en Espagne et la production assurée par Emiliano Piedra avec l'aide ultérieure d'Harry Saltzman, que Welles avait rencontré à Madrid pour un projet, l'adaptation de L'Île au trésor.
Le thème central du film se fonde sur l'amitié trahie et la jeunesse perdue ; Orson Welles y incarne Sir John Falstaff. Sa passion dévorante pour le dramaturge anglais irradie ce film à la fois mélancolique et bouffon. Il considère qu'il s'agit de sa plus grande réussite : « Mon meilleur film est Falstaff, ensuite Les Amberson. Falstaff est le complément, quarante ans plus tard, de ce Citizen Kane que j'ai tourné à l'aube de ma vie ». Le film est une coproduction hispano-suisse avec un tournage en anglais dans les environs de Barcelone entre l'hiver 1964 et le printemps 1965. Jeanne Moreau, déjà présente dans Le Procès y tient le rôle de Dolly, entourée d'une kyrielle d'acteurs issus du théâtre anglais dont John Gielgud. Présenté à Cannes en mai 1966, le film décroche deux récompenses : le Prix du XXe Anniversaire du Festival du Film et le Prix de la Commission supérieure technique. Le réalisateur est déçu, s'attendant à remporter la Palme d'or.

#### Une histoire immortelle
Durant l'automne 1966, Welles tourne pour la télévision française (ORTF), Une histoire immortelle (The Immortal Story), tiré d'une nouvelle de Isak Dinesen intitulée L'éternelle histoire et pour la première fois en couleurs. Conçu à la façon d'une « miniature », ce film comprend Jeanne Moreau, Roger Coggio et Orson Welles dans le rôle de Mr Clay. Il ne sera diffusé que sur la deuxième chaîne le 24 mai 1968, passant relativement inaperçu eu égard aux événements en cours, mis à part une scène d'un érotisme assez poussé pour l'époque et que Jean Renoir salua[réf. nécessaire].
Quelques mois plus tard, Welles s'embarque pour le tournage de The Deep (1967-1969) — d'après Dead Calm (1963) de Charles Williams — sur un bateau, au large des côtes yougoslaves, avec, entre autres, Oja Kodar et Jeanne Moreau. Le film reste inachevé (cf. plus loin). Welles est alors à un nouveau tournant de sa carrière : il va faire face à une succession de projets avortés, dont le plus connu reste De l'autre côté du vent, commencé en août 1970 avec ses amis John Huston et Peter Bogdanovich, et dont le tournage (chaotique) s'étend jusqu'en 1976. En 1969, CBS programme Around the World with Orson Welles puis, en 1971, Orson Welles Bag, comprenant des extraits de The Merchant of Venice. Mais le fisc américain confisque les financements reçus par Welles et le téléfilm reste inachevé. Cette année-là, Welles reçoit l'Oscar d'honneur pour l'ensemble de sa carrière. C'est sans doute au cours de 1970 qu'il décide de quitter l'Espagne, et de rentrer aux États-Unis. Il s'installe à Los Angeles avec Oja Kodar, tout en étant toujours officiellement marié avec Paola Mori.

### Dernières années
En quinze ans, Welles ne réussit à sortir que deux documentaires. Tout en continuant à jouer dans des films, à se montrer dans des émissions télévisées, à participer même à des publicités, il occupe l'essentiel de son temps à tenter de monter de nouveaux projets. Sa liaison avec Kodar est désormais publique. Elle participe avec lui à la plupart des films de fiction (des adaptations) que Welles, faute d'argent et de temps, ne parvient pas à terminer.
En 1974, il répond à une série d'entretiens avec Michael Parkinson pour la BBC One.

#### Vérités et Mensonges
Réalisé avec la complicité de François Reichenbach, Vérités et Mensonges (F For Fake) est un essai documentaire, une réflexion sur le cinéma comme art de l'illusion, ainsi que sur les différentes techniques mises en œuvre pour y parvenir. Orson Welles apparaît dans des scènes additionnelles en magicien/prestidigitateur.

#### Filming Othello
Revenant sur le tournage d'Othello à partir de documents datant des années 1950-52, Filming Othello (1978), est réalisé pour la télévision allemande (Hellwig Productions), mais bénéficie d'une distribution en salles américaines en juin 1979, fait rare et dû à la personnalité et au prestige de son auteur. En 1982, Welles devient le président de la cérémonie des César. La même année le 23 février, le président François Mitterrand le nomme commandeur de la Légion d'honneur, la plus haute distinction civile en France, mais, faute d'un accord financier avec le gouvernement socialiste, son projet d'adapter Le Roi Lear ne se fait pas.

### Mort
Orson Welles meurt à 70 ans le 10 octobre 1985 à Los Angeles des suites d'un arrêt cardiaque quelques heures après avoir participé à l'émission télévisée le Merv Griffin Show.
Conformément à ses dernières volontés, ses cendres sont dispersées en Espagne, dans la finca Recreo de San Cayetano près de Ronda en Andalousie, qui appartenait à son ami, le torero Antonio Ordóñez.
Il avait obtenu son étoile sur le Hollywood Walk of Fame le 8 février 1960.

## Films ébauchés, inachevés ou perdus

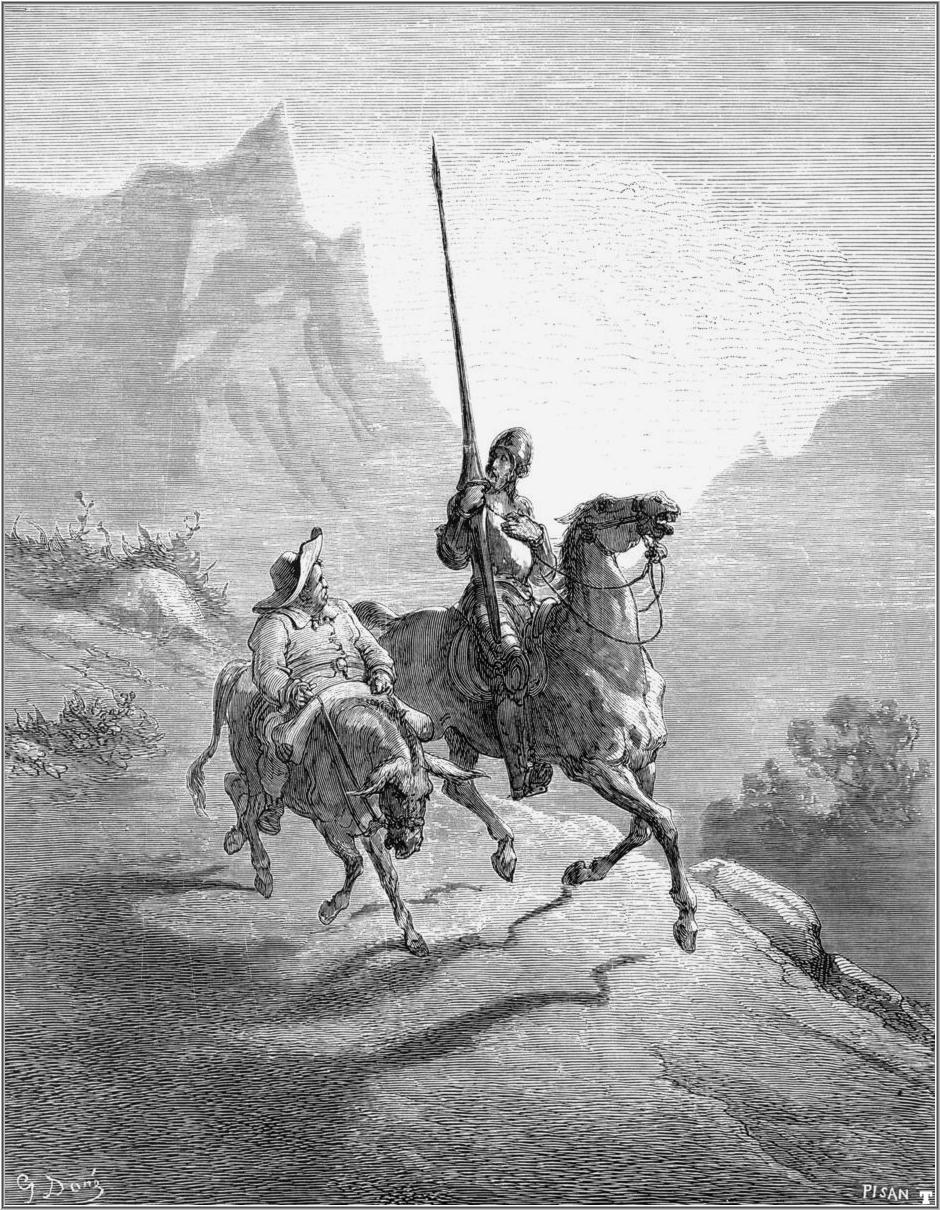
Le héros de Cervantes, Don Quichotte avec son fidèle Sancho Panza, d'après une illustration de Gustave Doré.

La carrière du réalisateur est émaillée de projets de films, soit restés à l'état de scénario, amorcés puis abandonnés, ou, mieux encore, tournés, mais invisibles. Après la mort de Welles en 1985, de nombreuses zones d'ombres demeurent : problèmes des droits et de la succession, localisation des archives, intentions de montage du cinéaste et statut des œuvres, etc. « S'inscrivant dans la vieille tradition des expérimentateurs » selon André Bazin, ces projets de films font sans doute partie intégrante de son œuvre, en tous cas participent de la construction du personnage Orson Welles, cas unique dans l'histoire du cinéma. Par ailleurs, Welles lui-même n'a reconnu de son vivant que deux films « en cours d'achèvement » (in progess), à savoir : Don Quichotte et De l'autre côté du vent.
Cette liste ne prétend pas être exhaustive, et ne répertorie que les films signés avec une maison de production ou pour lesquels il existe une source certaine.

### It's All True
Inachevé, le tournage de It's All True commence fin 1941 et est annulé en août 1942. Welles n'a à l'origine nullement l'intention de réaliser seul ce documentaire, mais au cours des années qui suivent, il cherche à remettre la main sur les rushes, afin de pouvoir les monter en quelque chose d'exploitable. Certains de ces rushes sont retrouvés en 1985. Les droits du film appartiennent désormais à la Paramount, mais ne sont libres que passés 50 ans. En 1993, sort dans les salles un documentaire intitulé It's All True: Based on an Unfinished Film by Orson Welles, écrit et réalisé par Richard Wilson (l'un des collaborateurs de Welles en 1942), Bill Krohn et Myron Meisel avec la participation de Catherine Benamou, fruit d'un long travail d'enquêtes sur les lieux de tournage (1986-1991) et montrant une bonne partie des rushes disponibles.

### Don Quichotte
Welles commence à tourner les premières images de Don Quichotte en septembre-octobre 1957 au Mexique, avec un premier producteur, Oscar Dancigers. Le film ne voit jamais le jour. Il va tourner pendant sept ans, interrompant volontairement le film, le plus souvent pour des raisons budgétaires. En 1969, l'acteur Francisco Reiguera, qui interprétait le rôle de Don Quichotte, meurt. Welles tente de monter le film dans les années 1970. Une seconde tentative de montage réalisée à partir des rushes et suivant les notes laissées par Welles est produite en 1992 : les réactions des critiques sont mitigées.

### The Deep
Inachevé, le tournage de Dead Reckoning (titre prévu) est interrompu en 1969. L'un des chefs opérateurs n’est autre que Willy Kurant, le même que sur Une Histoire immortelle. L'un des acteurs, Laurence Harvey, étant mort en 1973, Welles n'a jamais pu compléter les scènes manquantes. Une partie du film est également tournée aux Bahamas. Toutes les scènes devaient être en couleurs, mais faute de moyens, certaines sont en noir et blanc. Les négatifs sont réputés perdus, mais le Munich Stadtmuseum possède une copie de travail qui a été projetée au Festival de Berlin en 2000. En 1989, Phillip Noyce tourne une adaptation du roman (inachevé) de Williams, qui sort en français sous le titre Calme blanc.

### The Merchant of Venice
C'est à l'origine un téléfilm couleur commencé en 1969 pour la chaîne CBS, mais réputé inachevé, et tiré de la tragédie de Shakespeare, Le Marchand de Venise. Welles y interprète Shylock et l'on peut découvrir dans le documentaire The Lost Films of Orson Welles ses saisissants monologues tournés face caméra, dans le désert d'Arizona. Une partie des négatifs aurait été perdue à Rome, mais Bogdanovich laisse entendre que CBS aurait tout simplement suspendu le tournage à cause des ennuis de Welles avec le fisc américain.

## Carrière d'artiste
Les dangers liés aux progrès de la science, cristallisés dans l'accident de George Amberson, dans son deuxième film, sont toujours d'actualité. Mais l'homme est avant tout un féru de littérature, de musique, de peinture et de théâtre. En 1958, venu présenter La Soif du mal en France, Orson Welles rencontre André Bazin, journaliste et fondateur des Cahiers du cinéma, à qui il accorde un long entretien qui est repris dans le livre que le critique consacre à Welles. Il parle des cinéastes qu'il admire : Marcel Pagnol, John Ford dont il a vu La Chevauchée fantastique une quarantaine de fois avant de réaliser son premier film, Vittorio De Sica, Kenji Mizoguchi, Sergueï Eisenstein, Charlie Chaplin, René Clair et David Wark Griffith. Mais il n'est pas tendre avec certains de ses pairs. Toujours dans l'entretien avec Bazin, il descend Roberto Rossellini, Nicholas Ray et Vincente Minnelli. Seul Stanley Kubrick trouve grâce à ses yeux. Du reste, il est possible de considérer Kubrick comme le meilleur disciple de Welles tant les deux artistes ont de points communs.
Sa carrière n'a pas été un long fleuve tranquille. Il a été obligé de batailler ferme pour mener à bien tous ses projets, qu'il s'agisse de théâtre ou de cinéma. Après 1946 et l'échec commercial cuisant du Tour du monde en quatre-vingts jours de Jules Verne, au théâtre, il a eu des ennuis avec le fisc. Mais il a également connu des moments heureux. Il a pu monter quelques pièces de Shakespeare en Angleterre. Visionnaire et audacieux, il a monté, à New-York, Macbeth et transposé l'histoire de l'Écosse brumeuse à l'île d'Haïti sous le règne du roi Christophe, en faisant jouer des acteurs noirs. Sa passion pour le grand dramaturge anglais ne s'arrête pas au théâtre et au cinéma : il réalise plusieurs adaptations radiophoniques qu'il sort par la suite en disque. Il collabore avec entre autres plusieurs musiciens : en tant que narrateur, sur l'album musical d'Alan Parsons Project intitulé Tales of Mystery and Imagination sur le titre A Dream Within a Dream ; avec le groupe de heavy metal Manowar en prêtant sa voix pour des narrations sur les titres Dark Avenger et Defender.

### Shakespeare

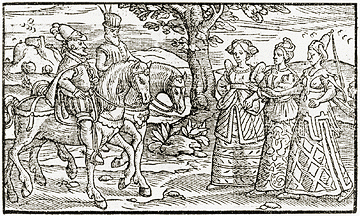
Macbeth et Banquo rencontrant les trois sorcières.

Orson Welles est dès son plus jeune âge un lecteur émerveillé de William Shakespeare. Dans les multiples entretiens qu'il a accordés, il n'a cessé de répéter que le barde de Stratford-upon-Avon était le plus grand poète de tous les temps. Le choc, dans le plus beau et le plus noble sens du terme, entre les deux artistes ne pouvait déboucher que sur des chefs-d'œuvre. Avant même de faire du cinéma, Welles maîtrise parfaitement le théâtre shakespearien : Richard III, monstre du théâtre du dramaturge anglais, est à son répertoire. En 1939, il produit Les cinq rois, où il refond plusieurs pièces, et le fait jouer par le Mercury Theatre. La consécration a lieu dans les années 1950, quelque temps après avoir terminé son adaptation de Othello. Grâce à l'aide de l'acteur Laurence Olivier, il a pu monter la pièce sur la scène du Saint James Theatre, le temple du théâtre élisabéthain. Le triomphe a été total. En 1956, à New-York, il a mis en scène Le roi Lear, au théâtre City Center, toujours avec le même succès.
Au cinéma, l'influence de Shakespeare se manifeste dès Citizen Kane : un roi de la presse, qui cherche à étendre son empire, doit essuyer plusieurs échecs sentimentaux, relationnels et professionnels qui le conduisent à la solitude et à la mort. Nous retrouvons dans ce premier film de nombreuses thématiques shakespeariennes : un roi solitaire, tentant en vain de concilier ambition, pouvoir et vie de famille, et devant faire face à la trahison ; celle de ses amis, mais aussi la sienne propre, car Charles Kane trahit sa profession de foi. Ce thème de la trahison, et de l'échec qui s'ensuit, va se retrouver tout au long de son œuvre, mais également de sa vie professionnelle. Il suffit de penser à It's All True et Don Quichotte : trahi par ses échecs commerciaux, le cinéaste a de nombreuses difficultés pour mener à bien ses projets.
Les adaptations qu'Orson Welles réalise sont chacune différentes, mais également fascinantes. Macbeth est composé majoritairement de plans-séquences très longs. Le seul couronnement du roi dure près de dix minutes. Le cinéaste plonge le film dans des brumes, rappelant celles d'Écosse, afin de cacher la pauvreté des décors. À l'inverse, Othello est composé d'environ deux mille plans. Véritable prouesse technique de Welles qui interrompt son film pour le reprendre quelques mois plus tard, une fois les finances arrivées. C'est également le film où le thème de la trahison est sublimé : Othello est trompé par Iago qu'il croit être son ami, alors qu'en fait ce dernier ne sert que ses ambitions. Sa dernière adaptation est également grandiose puisqu'il s'agit de Falstaff, où il refond plusieurs pièces du dramaturge et fait de John Falstaff, personnage secondaire, presque un faire-valoir chez Shakespeare, un personnage de premier plan. La séquence de bataille est admirable, et le pachyderme Welles, très loin du jeune premier de Citizen Kane, incarne Falstaff, personnage bouffon mais sincère, renié par son ami devenu roi.

### Tauromachie
Welles découvre l'Espagne à 17 ans. Au cours de l'année 1935, il sillonne de nouveau l'Espagne sous l’apodo de El Americano. Mais après deux blessures, l'une au cou, l'autre à la cuisse, il renonce à son ambition de devenir torero. Il déclare plus tard, lors d'un entretien avec un journaliste d'Arriba le 10 février 1951, qu'il avait cherché à devenir torero mais « ne pus atteindre ce que je me proposais… C'est (la tauromachie) un véritable art de Titan ». Il a cultivé toute sa vie une passion pour la tauromachie au point de faire répandre ses cendres le 7 mai 1987 dans la finca (Recreo de San Cayetano), de son ami Antonio Ordóñez, et de planter en Espagne parfois le décor de plusieurs de ses films. Cependant il n'a jamais réussi, au cours de sa carrière, à trouver le financement pour son film Monstres sacrés[réf. nécessaire] dont le sujet est celui d'un cinéaste (lui-même) qui suit des toreros de ville en ville. De son Afición, seuls subsistent My Friend Bonito ainsi que quelques émissions de télévision, parmi lesquelles Corrida à Madrid (1955), The Orson Welles' Sketch Book (Around the World with Orson Welles, ABC, 1955) et Orson Welles on the Art of Bullfighting (ABC, 1961).
Au cours de sa carrière, il tente de « contaminer » un certain nombre de célébrités de Hollywood, occupant dans les arènes les places du premier rang en compagnie d'acteurs et d'actrices. Certains le suivent parce que c'est en quelque sorte à la mode : Frank Sinatra, Debra Paget, Lee Marvin, Glenn Ford. D'autres sont devenus de réels aficionados : Rita Hayworth, Ava Gardner, Stefanie Powers (qui a été elle-même une Aficionada practica), Joseph Cotten, Anthony Quinn.

### Dessin et littérature
Textes publiés de son vivant :
- (en) Everybody's Shakespeare avec Roger Hill, Everybody's Shakespeare, Woodstosk (Ill.), The Todd Press, 1934 comprenant Le Marchand de Venise, La Nuit des rois et Jules César ; illustr. de Welles - réédité avec Macbeth sous le titre The Mercury Shakespeare, Londres & New York, Harper & Bros., 1939 (illustré par O. Welles)., Woodstosk (Ill.), The Todd Press, 1934 comprenant Le Marchand de Venise, La Nuit des rois et Jules César ; illustr. de Welles - réédité avec Macbeth sous le titre The Mercury Shakespeare, Londres & New York, Harper & Bros., 1939 (illustré par O. Welles).
- (en) Invasion from Mars, New York, Dell Publishing, 1949, anthologie comprenant le scénario radiophonique de La Guerre des mondes écrit par Howard Koch.
- Une grosse légume[116], roman trad. par M. Bessy, coll. « L'Air du temps », Gallimard, 1953.
- Miracle à Hollywood (The Unthinking Lobster) suivi de A bon entendeur (Fair Warning), théâtre[117], trad. par Serge Greffet, La Table ronde, 1953.
- Monsieur Arkadin (Mr Arkadin), roman adapté par M. Bessy[118], coll. « L'Air du temps », Gallimard, 1954 - rééd. en 1969 et 1973 (La Guilde du Livre / Edito-Service).
- (en)Moby Dick — Rehearsed: A Drama in Two Acts, New York, Samuel French Inc., 1965  (ISBN 0-573-61242-0).
- (en)This is Orson Welles écrit avec Peter Bogdanovich, New York, Harper & Row, 1972.

Publications posthumes :
- (en) The Big Brass Ring: An Original Screenplay, Black Spring Press, 1991  (ISBN 978-0948238161).
- (en) Les Bravades: A Portfolio of Pictures Made for Rebecca Welles by Her Father[119], Workman Publishing, 1997  (ISBN 978-0761105954).
- (en + fr) Giorgio Gosetti (éd.), Orson Welles & Oja Kodar, The Other Side of the Wind: scénario-screenplay, Cahiers du Cinéma & Festival International du Film de Locarno, 2005.
- (en) Simon Braund (éd.) et Beatrice Welles, Orson Welles portfolio: Sketches and drawings from the Welles Estate, Titan Books, 2019  (ISBN 9781789090321).

Welles est un dessinateur accompli, et ce dès Hearts of Age. Dans The Orson Welles' Sketch Book, il illustre diverses anecdotes à partir de ses propres croquis ; dans Vérités et Mensonges, on le voit en train de dessiner dans plusieurs séquences. En 2019, une exposition et un ouvrage mettent en lumière son art du dessin et de la peinture.

## Radiophonie
Cette liste présente l'essentiel des contributions radiophoniques d'Orson Welles entre 1934 et 1952 et montre qu'au cours des cinq premières années l'homme de théâtre et de radio fusionnent en un travail très prenant, exploratoire et fondateur, et qui connaît son apogée avec l'adaptation de La Guerre des mondes en octobre 1938 :

### 1934
- The American School of the Air (CBS) - acteur

### 1935
- Panic d'Archibald MacLeish produit par The March of Time[121] (CBS) - acteur
- Documentaire de William S. Paley produit par America's Hour (CBS) - acteur
- Dramatique historique pour Calvacade of America (CBS / DuPont) - acteur

### 1936
- Poèmes pour Musical Reveries (CBS) - récitant
- The Bells pour Terror by Night (CBS) - acteur
- The Wonder Show, 6 émissions pour (Mutual) - récitant
- Hamlet de William Shakespeare pour Columbia Workshop[122] (CBS) - adaptateur et acteur

### 1937
- The Fall of the City d'Archibald MacLeish pour Columbia Workshop (CBS) - acteur
- Les Misérables de Victor Hugo, 7 épisodes coproduit par Mercury Theatre (Mutual[123]) - adaptation, réalisation et acteur
- Twelfth Night de Shakespeare pour Shakespearean Cycle (CBS) - adaptation, réalisation et acteur
- Dramatiques pour la série reprenant le personnage The Shadow (Mutual) - voix de The Shadow[124]
- Adaptation de Miss Middleton's Lover de Laura Jean Libbey (en) (Mutual) - acteur

### 1938
- The Magic Key (Blue) - acteur
- Dracula de Bram Stoker pour First Person Singular[125] (CBS) - production, adaptation, réalisateur, acteur
- The Treasury Island de Robert Louis Stevenson - idem
- A Tale of Two Cities de Charles Dickens - idem
- The Thirty-Nine Steps de John Buchan - idem
- Trois nouvelles de Carl Ewald, Saki et Sherwood Anderson - idem
- Abraham Lincoln de John Drinkwater - idem
- The Affairs of Anatol d'Arthur Schnitzler - idem
- The Count of Monte Cristo d'Alexandre Dumas - idem
- The Man Who Was Thursday de G. K. Chesterton - idem
- Jules César de William Shakespeare, The Mercury Theatre on the Air (CBS) - production, adaptation, réalisateur, acteur
- Jane Eyre de Charlotte Brontë - idem
- Sherlock Holmes de Sir Arthur Conan Doyle - idem
- Oliver Twist de Charles Dickens - idem
- Hell on Ice de Edward Ellsberg - idem
- Seventeen de Booth Tarkington[126] - idem
- Around the World in Eighty Days de Jules Verne - idem
- The War of the Worlds de H. G. Wells - idem
- Heart of Darkness de Joseph Conrad - idem
- Stars in Their Courses de I.A.R. Riley, The Silver Theatre (CBS) - acteur
- A Passenger to Bali de Ellis St. Joseph, The Mercury Theatre on the Air (CBS) - production, adaptation, réalisateur, acteur
- The Pickwick Papers de Charles Dickens - idem
- Clarence de Booth Tarkington - idem
- The Bridge of San Luis Rey de Thornton Wilder - idem
- Rebecca de Daphné du Maurier pour The Campbell Playhouse[127] (CBS) - production, adaptation, réalisateur, acteur

### 1939
- Série d'adaptations pour The Campbell Playhouse (CBS)

### 1940
- Suite des adaptations pour The Campbell Playhouse (CBS)
- The Jell-O Program Starring Jack Benny (NBC) - lui-même
- This is Radio (Mutual) - acteur
- Entretien entre Welles et H.G. Wells par Charles Shaw (KTSA)[128]

## Filmographie

### Réalisateur
| Année | Titre original   | Titre français   | Fonction(s)   | Métrage         | Durée      |
| ----- | ---------------- | ---------------- | ------------- | --------------- | ---------- |
| 1933  | Twelfth Night    | -                | Co-Scé., Réa. | CM muet & coul. | film perdu |
| 1934  | Hearts of Age    | Hearts of Age    | Scé., Réa.    | CM muet         | 8 min      |
| 1938  | Too Much Johnson | Too Much Johnson | Scé., Réa.    | CM muet         | 40 min     |

| Année | Titre original            | Titre français            | Fonction(s)                | Métrage  | Durée        |
| ----- | ------------------------- | ------------------------- | -------------------------- | -------- | ------------ |
| 1940  | Heart of Darkness         | Au cœur des ténèbres      | Scé.                       | -        | annulé       |
| 1941  | Citizen Kane              | Citizen Kane              | Co-Scé., Réa.              | LM       | 119 min      |
| 1942  | The Magnificent Ambersons | La Splendeur des Amberson | Scé., Réa.                 | LM       | 88 min       |
| 1942  | It's All True             | It's All True             | Scé., Réa.                 | Doc. LM  | inachevé     |
| 1943  | Journey Into Fear         | Voyage au pays de la peur | Co-Scé., Co-Réa., Co-Prod. | LM       | 68 min       |
| 1944  | Follow the Boys           | Hollywood Parade          | Co-Réa. (non crédité)      | LM       | ?            |
| 1946  | The Stranger              | Le Criminel               | Co-Scé., Réa.              | LM       | 95 min       |
| 1946  | Around the World          | -                         | Scé., Réa., Prod.          | CM muets | films perdus |
| 1947  | Monsieur Verdoux          | Monsieur Verdoux          | Co-Scé. (idée)             | LM       | 124 min      |
| 1947  | The Lady from Shanghai    | La Dame de Shanghai       | Scé., Réa., Co-Prod.       | LM       | 87 min       |
| 1948  | Macbeth                   | Macbeth                   | Réa., Co-Prod.             | LM       | 107 min      |

| Année     | Titre original                           | Titre français     | Fonction(s)          | Métrage | Durée            |
| --------- | ---------------------------------------- | ------------------ | -------------------- | ------- | ---------------- |
| 1950      | The Miracle of St. Anne                  |                    | Scé., Réa., Prod.    | CM      | film perdu       |
| 1950      | Cyrano de Bergerac                       | Cyrano de Bergerac | Co-Scé.              | LM      | non crédité      |
| 1951      | Othello                                  | Othello            | Scé., Réa., Prod.    | LM      | 91 min           |
| 1953      | Magick Trick                             |                    | Scé., Réa., Prod.    | CM      | 3 min            |
| 1955      | Orson Welles' Sketch Book (BBC)          |                    | Scé., Réa.           | Doc. CM | 6 x 15 min       |
| 1955      | Moby Dick—Rehearsed (CBS)                |                    | Scé., Réa.           | LM      | inachevé         |
| 1955      | Around the World with Orson Welles (ITV) |                    | Scé., Réa.           | Doc. CM | 6 x 26 min       |
| 1955      | Mr. Arkadin                              | Dossier secret     | Scé., Réa., co-Prod. | LM      | 93 min (106 min) |
| 1956      | Orson Welles and People                  |                    | Scé., Réa., Prod.    | CM      | 26 min (perdu)   |
| 1957~1969 | Don Quixotte                             | Don Quichotte      | Scé., Réa., Prod.    | LM      | inachevé         |
| 1958      | The Fountain of Youth (NBC)              |                    | Scé., Réa.           | CM      | 27 min           |
| 1958      | Portrait of Gina / Viva Italia (ABC)     |                    | Scé., Réa.           | CM      | 30 min ?         |
| 1958      | Touch of Evil                            | La Soif du mal     | Scé., Réa.           | LM      | 95 min (112 min) |

| Année     | Titre original                              | Titre français                       | Fonction(s)   | Métrage | Durée      |
| --------- | ------------------------------------------- | ------------------------------------ | ------------- | ------- | ---------- |
| 1960      |                                             | Hong Kong vu par Orson Welles (ORTF) | Scé., Réa.    | Doc. CM | 8,31 min   |
| 1962      | The Trial                                   | Le Procès                            | Scé., Réa.    | LM      | 118 min    |
| 1964      | Nella terra di Don Chisciotte (RAI)         | In the Land of Don Quixote           | Scé., Réa.    | CM      | 9 x 25 min |
| 1965      | Campanadas a medianoche                     | Falstaff                             | Scé., Réa.    | LM      | 119 min    |
| 1967~1970 | The Deep                                    | The Deep                             | Scé., Réa.    | LM      | inachevé   |
| 1967      | The Heroine                                 |                                      | Scé., Réa.    | LM      | inachevé   |
| 1968      | Vienna (in Orson's Bag, CBS)                |                                      | Scé., Réa.    | LM      | inachevé   |
| 1968      | The Immortal Story                          | Une histoire immortelle (ORTF)       | Co-Scé., Réa. | CM      | 58 min     |
| 1968      | One Man Band / London (in Orson's Bag, CBS) |                                      | Scé., Réa.    | CM      | inachevé   |
| 1969      | The Merchant of Venice                      |                                      | Scé., Réa.    | LM      | inachevé   |

| Année     | Titre original                 | Titre français          | Fonction(s)   | Métrage | Durée      |
| --------- | ------------------------------ | ----------------------- | ------------- | ------- | ---------- |
| 1970      | An Evening with Orson Welles   |                         | Co-Scé., Réa. | CM      | 6 x 30 min |
| 1970~1976 | The Other Side of the Wind     | De l'autre côté du vent | Co-Scé., Réa. | LM      | inachevé   |
| 1971      | Moby Dick                      |                         | Scé., Réa.    | LM      | inachevé   |
| 1973      | F for Fake                     | Vérités et Mensonges    | Scé., Réa.    | LM      | 85 min     |
| 1978      | Filming Othello                | Filming Othello         | Scé., Réa.    | LM      | 84 min     |
| 1979      | The Orson Welles Show (pilote) |                         | Scé., Réa.    | LM      | 74 min     |

| Année     | Titre original                  | Titre français    | Fonction(s)   | Métrage | Durée    |
| --------- | ------------------------------- | ----------------- | ------------- | ------- | -------- |
| 1980~1982 | The Dreamers                    |                   | Co-Scé., Réa. | LM      | inachevé |
| 1981      | Filming The Trial               | Filming The Trial | Scé., Réa.    | LM      | inachevé |
| 1984      | The Spirit of Charles Lindbergh |                   | Scé., Réa.    | CM      | 3 min    |

### Producteur associé
La réalisation est d'Orson Welles, sauf mention contraire
- 1938 : Too Much Johnson
- 1940 : Citizen Kane
- 1942 : La Splendeur des Amberson (The Magnificent Ambersons)
- 1942 : Voyage au pays de la peur (Journey Into Fear) de Norman Foster
- 1943 : Jane Eyre de Robert Stevenson
- 1947 : La Dame de Shanghai (The Lady from Shanghai)
- 1948 : Macbeth
- 1951 : Othello (The Tragedy of Othello: The Moor of Venice)
- 1955 : Dossier secret (Mr. Arkadin/Confidential Report)
- 1956 : Orson Welles and People (télévision)
- 1964 : In the Land of Don Quixote (série télévisée)
- 1968 : Vienna (en)
- 1970 : The Deep
- 1985 : Orson Welles Magic Show

### Scénariste
- 1966 : La Bible (The bible… in the beginning) de John Huston (non crédité)
- 1968 : La Cible (Target) de Peter Bogdanovich (non crédité)

### Voix off et narrations
- 1937 : Terre d'Espagne (The Spanish Earth) de Joris Ivens[132]
- 1940 : Les Robinson des mers du Sud (Swiss Family Robinson) d'Edward Ludwig
- 1946 : Duel au soleil (Duel in the Sun) de King Vidor
- 1957 : South Seas Adventure / Cinerama South Seas Adventure de Carl Dudley, Richard Goldstone, Francis D. Lyon, Walter Thompson et Basil Wrangell
- 1958 : Les Vikings (The Vikings) de Richard Fleischer
- 1959 : Masters of the Congo Jungle, version anglophone de Les Seigneurs de la forêt (1958), documentaire d'Henry Brandt et Heinz Sielmann, produit par Henri Storck
- 1959 : High Journey de Peter Baylis (court-métrage)
- 1961 : Le Roi des rois (King of Kings) de Nicholas Ray
- 1964 : La Vie extraordinaire de Winston Churchill (The Finest Hours), documentaire de Peter Baylis
- 1965 : A King's Story, documentaire de Harry Booth
- 1970 : Is It Always Right To Be Right ? de Lee Mishkin
- 1970 : Directed by John Ford, documentaire de Peter Bogdanovich
- 1971 : Les Sentinelles du silence (Cantinelas del silencio) de Robert Amram : narrateur de la version anglaise
- 1971 : Salvador Dalí de Jean-Christophe Averty : narrateur de la version anglaise
- 1974 : Dix Petits Nègres (Ten Little Indians) de Peter Collinson : U.N. Owen
- 1975 : Le Défi de la grandeur (The Challenge... A Tribute to Modern Art) de Herbert Kline
- 1976 : Hot Tomorrows de Martin Brest
- 1977 : Some Call It Greed de Tim Forbes
- 1977 : Rime of the Ancient Mariner de Larry Jordan (court-métrage)
- 1977 : La Grande Bataille (Il grande attaco / La battaglia di Mareth) d'Umberto Lenzi
- 1977 : The Lions of Capitalism de Tim Forbes
- 1978 : Mysterious Castles of Clay, documentaire d'Alan Root
- 1979 : The Late Great Planet Earth, documentaire de Robert Amram et Rolf Forsber
- 1979 : The Double McGuffin de Joe Camp
- 1980 : Genocide d'Arnold Schwartzman
- 1980 : Shogun de Jerry London (mini-série)
- 1981 : La Folle Histoire du monde (History of the World: Part I) de Mel Brooks
- 1985 : La Guerre des robots (The Transformers: The Movie) de Nelson Shin : Unicron

## Discographie
- 1982 : Dark Avenger dans l'album Battle Hymns de Manowar (fut doublé à nouveau pour la version 2011 de l'album par Christopher Lee)
- 1987 : Defender dans l'album Fighting the World de Manowar : narration
- 1987 : Tales of Mystery and Imagination : narration de cet album de The Alan Parsons Project datant de 1976.

## Box-office des films qu'il a réalisés
Recettes aux États-Unis au moment de la sortie en salles :
- Citizen Kane : 1 585 634 dollars
- La Splendeur des Amberson : 620 000 dollars

## Orson Welles dans la fiction

### Personnage de cinéma
- 1994 : Ed Wood de Tim Burton avec Vincent D'Onofrio dans le rôle de Welles.
- 1999 : Citizen Welles de Benjamin Ross avec Liev Schreiber dans le rôle de Welles.
- 2008 : Orson Welles et Moi de Richard Linklater avec Christian McKay dans le rôle de Welles.
- 2020 : Mank de David Fincher avec Tom Burke dans le rôle de Welles.

### Personnage de bande dessinée
Orson Welles a accepté de poser afin de prêter ses traits au personnage principal de La Tour, troisième album de la série Les Cités obscures, créée par le dessinateur François Schuiten et le scénariste Benoît Peeters. Cet album est sorti en 1987, après la mort de Welles.

## Voix françaises
| - Georges Aminel (*1922 - 2007) dans : - Voyage au pays de la peur (2e doublage) - La Splendeur des Amberson (Voix - 2e doublage) - Masters of the Congo Jungle (Documentaire - Voix) - Le Roi des rois (Voix) - Hôtel international - Paris brûle-t-il ? - Casino Royale - Catch 22 - La Décade prodigieuse - Vérités et Mensonges - Le Voyage des damnés - La Folle Histoire du monde (Voix) - Clair de lune (série télévisée) - Jean Davy (*1911 - 2001) dans : - Le Troisième Homme - La Rose noire (1er doublage) - Othello - Le Salaire du diable - Les Racines du ciel - Les Feux de l'été - Le Génie du mal - La Fabuleuse Aventure de Marco Polo - Un homme pour l'éternité - L'Île au trésor - Yves Brainville (*1914 - 1993) dans : - Visa pour Hong Kong - Austerlitz - La Fayette - La Fabuleuse Aventure de Marco Polo | - Marc Valbel (*1907 - 1960) dans : - Jane Eyre - Échec à Borgia - Jacques Erwin (*1908 - 1957) dans : - Dossier secret - Moby Dick - Raoul Delfosse (*1924 - 2009) dans : - L'Étoile du sud - Commencez la révolution sans nous - André Valmy (*1919 - 2015) dans : - Trois pour un massacre - La Bataille de la Neretva et aussi - Claude Bertrand (*1919 - 1986) dans La Dame de Shanghai - Pierre Hatet (*1930 - 2019) dans La Rose noire (2e doublage) - Yves Montand (*1921 - 1991) dans Les Vikings (Voix) - Paul Bonifas (*1902 - 1975) dans La Soif du mal (1er doublage) - Pierre Morin (*1896 - 1987) dans David et Goliath - Jean Topart (*1922 - 2012) dans Le Procès - Pierre Brasseur (*1905 - 1972) dans Falstaff - Philippe Noiret (*1930 - 2006) dans Une histoire immortelle - Jean Martinelli (*1909 - 1983) dans Malpertuis - Jean Roche (*1937 - 2023) dans Dix Petits Nègres (Voix) - Roger Lumont dans Les Muppets, le film - Jean-Claude Balard (*1936 - 2022) dans Shogun (mini-série - Voix) - Jean-Claude Michel (*1925 - 1999) dans La Guerre des robots (Voix) |

#### Monographies
- Jean-Claude Allais-Viart Orson Welles ou itinéraire d'un poète maudit, Lyon, Aléas, 2006.
- André Bazin, Orson Welles, Paris, Éditions des Cahiers du cinéma. 2002. Réédition de l'étude réalisée en 1972 et préfacée par André S. Labarthe, avec ajout d'un texte de François Truffaut. Étude d'autant plus précieuse que le critique a pu s'entretenir avec Orson Welles qui venait à Paris pour présenter La Soif du mal.
- Alain Bergala, Jean Narboni et Claudine Paquot, Orson Welles, Paris, Éditions des Cahiers du cinéma, 1986. Les auteurs ont rassemblé de nombreuses études critiques de différents numéros des Cahiers du cinéma, ainsi que des entretiens avec Orson Welles.
- Jean-Pierre Berthomé et François Thomas, Orson Welles au travail, Paris, Éditions des Cahiers du Cinéma, 2006.
- Maurice Bessy, Orson Welles, Paris, Seghers, coll. Cinéastes de notre temps, 1965.
- Maurice Bessy, Orson Welles, Paris, Pygmalion/Gérard Watelet, 1982.
- Peter Bogdanovich. Moi, Orson Welles, Paris, Le Seuil, collection Points, 1997. Cet ouvrage est composé de plusieurs entretiens avec Peter Bogdanovich, réalisés à partir de 1968 et s'étendant sur 15 ans. C'est sa seule véritable autobiographie.
- Jean Cocteau, André Bazin, Orson Welles, Édition Chavane, 1950.
- Johan-Frederik Hel-Guedj, Orson Welles, la règle du faux, Michalon, 1997.
- Youssef Ishaghpour, Orson Welles, cinéaste, une caméra visible, Paris, La Différence, 2001. Monumentale monographie en trois volumes.
  - Tome 1 : Mais notre dépendance à l'image est énorme..., 672 p.
  - Tome 2 : Les films de la période américaine, 430 p.
  - Tome 3 : Les films de la période nomade, 880 p.
- Henry Jaglom, En tête à tête avec Orson : conservations entre Orson Welles et Henry Jaglom, Robert Laffont, 2015.
- Barbara Leaming, Orson Welles, Mazarine, 1986.
- Joseph McBride, Orson Welles, Rivages, 1997.
- Paolo Mereghetti, Orson Welles, Paris, Éditions des Cahiers du cinéma. collection Les grands cinéastes, 2007.
- Elsa Nagel, L'Art du mensonge et de la vérité : Orson Welles, « Le procès » et « Une Histoire immortelle », L'Harmattan, 1997.
- Peter Noble. Orson Welles le magnifique, Paris, Éditions Pierre Horay. 1957.
- Danièle Parra et Jacques Zimmer, Orson Welles, Paris, Éditions Filmo 13. 1985.
- Noël Simsolo, Orson welles, l'inventeur de rêves , Paris, Editions des Lettres Modernes Minard, 1963.
- Brigitte Tast, Hans-Jürgen Tast : Orson Welles - Othello - Mogador. Aufenthalte in Essaouira, Kulleraugen Vis.Komm. Nr. 42, Schellerten 2013,  (ISBN 978-3-88842-042-9)
- Anca Visdei, Orson Welles, éditions de Fallois, 2015.

#### Ouvrages généralistes
- Robert Bérard (dir.), Histoire et dictionnaire de la Tauromachie, Paris, Bouquins Laffont, 2003, 1056 p. (ISBN 2-221-09246-5)
- Francis Courtade, Cinéma expressionniste, Paris, Henri Veyrier. 1984. L'auteur consacre un chapitre à analyser l'œuvre de cinéastes influencés par le courant expressionniste, parmi lesquels Orson Welles, Fritz Lang et Friedrich Wilhelm Murnau.
- Jean-Pierre Coursodon et Bertrand Tavernier, 50 ans de cinéma américain, Paris, Omnibus. 2003.
- Jean Tulard, Dictionnaire du cinéma : les réalisateurs, Paris, Robert Laffont. 2003 (dernière édition).
- Jean Tulard, Dictionnaire du cinéma : les acteurs, Paris, Robert Laffont. 2004 (dernière édition).
- Jean-Loup Passek, Michel Ciment, Jean-Pierre Frouard, Dictionnaire du cinéma, Paris, Éditions Larousse, 1986, 888 p. (ISBN 2-03-512303-8)
- Claude Popelin, Le Taureau et son combat, Paris, Seuil, 1993, 116 p. (ISBN 2-87706-177-9)
- (en) Lynn Sherwood, Yankees in the afternoon, une histoire illustrée des toreros américains, Jefferson, Caroline du Nord, Mac Farland, 2001 (ISBN 2-8666-5034-4) préface de Barnaby Conrad, réédition 2008.

#### Documentaires sur Orson Welles
- Leslie Megahey, With Orson Welles, Story of a life in film, où la carrière de Welles est passée en revue, film par film. BBC TV Prod., 1989, diff. 1990.

#### Discographie et supports audio
- Il existe un CD audio édité en France qui restitue l'ensemble de l'émission La Guerre des mondes de 1938 accompagné d'un livret de commentaires (coll. « Les grandes heures de la radio », Phonurgia nova Éditions, Arles, France, 1989).
- En 1984 Orson Welles a enregistré un 45 tours dont il a écrit les paroles I know what it is to be young (but you don't know what it is to be old) accompagné par les Ray Charles Singers ([lire en ligne].)